# Alberto Giacometti
Pour les articles homonymes, voir Giacometti.
Alberto Giacometti est un sculpteur, peintre et graphiste moderniste suisse, né à Borgonovo, dans le val Bregaglia, le 10 octobre 1901, et mort à Coire, le 11 janvier 1966. Vivant et travaillant principalement à Paris à partir de 1922, il est resté connecté à sa vallée de montagne natale du Val Bregaglia ; il y rencontre sa famille et s'y consacre à son travail artistique.
Giacometti est l'un des sculpteurs les plus importants du XXe siècle. Son travail est influencé par le cubisme, le surréalisme et les questions philosophiques sur la condition humaine, ainsi que par l'existentialisme et la phénoménologie. Vers 1935, il abandonne son travail surréaliste pour se consacrer aux « compositions avec personnages ». Entre 1938 et 1944, ses personnages mesurent au maximum sept centimètres : ils doivent refléter la distance à laquelle il a vu le modèle.
Les œuvres les plus connues de Giacometti ont été créées dans la période d'après-guerre ; dans les sculptures extrêmement longues et élancées, l'artiste réalise sa nouvelle expérience de la distance après une visite au cinéma, dans laquelle il a perçu la différence entre sa façon de voir et celle de la photographie et du film. Fort de son expérience visuelle subjective, il ne crée pas la sculpture comme une réplique physique dans l'espace réel, mais comme « une image imaginaire [...] dans son espace à la fois réel et imaginaire, tangible et insaisissable ».
L'œuvre picturale de Giacometti est initialement une petite partie de son travail. Après 1957, la peinture figurative est placée sur un pied d'égalité avec la sculpture. Sa peinture presque monochrome de la période tardive « ne peut être rattachée à aucun style moderniste », disait avec révérence Lucius Grisebach.

## Biographie

### Jeunesse

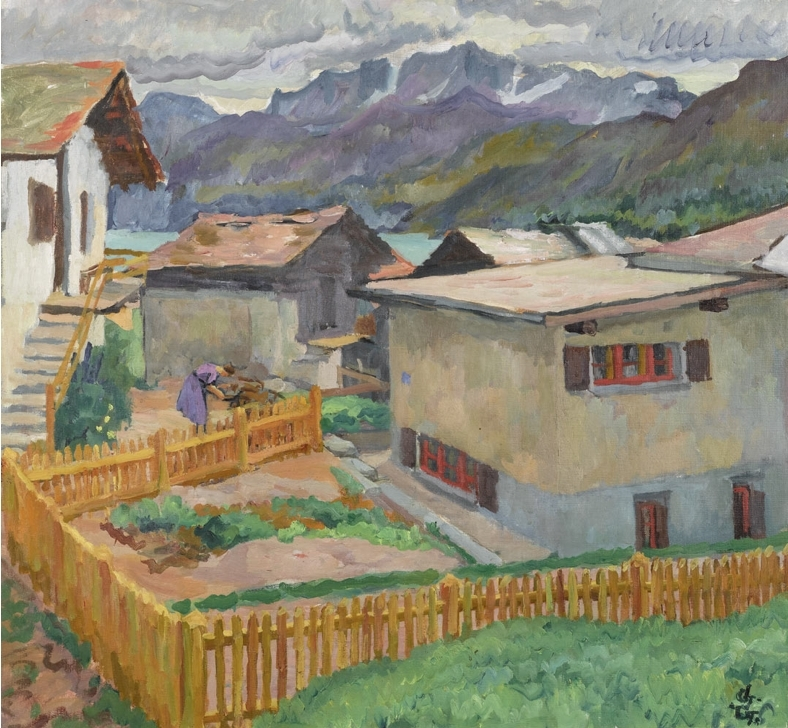
Giovanni Giacometti, Capolago avec vue sur Corvatsch, vers 1926.

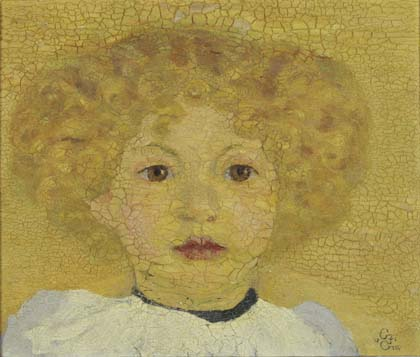
Giovanni Giacometti, Portrait d'Alberto enfant, vers 1904.

Alberto Giacometti naît en 1901 en Suisse, à Borgonovo, un village de montagne du Val Bregaglia près de Stampa dans le canton des Grisons. Son père, Giovanni Giacometti, peintre postimpressionniste, et sa mère, Annetta Stampa (1871-1964), se sont mariés l'année précédente. Il est l'aîné de quatre enfants. Son frère Diego nait en 1902, sa sœur Ottilia en 1904, et son dernier frère, Bruno, en 1907. À la fin de l'automne 1903, les Giacometti déménagent à l'auberge Piz Duan à Stampa, qui appartient à la famille et qui, depuis la mort du grand-père Alberto Giacometti (1834–1933), est dirigée par son frère Otto Giacometti. L'auberge porte le nom de la montagne Piz Duan située à proximité. La famille s'installe à Stampa en 1906, dans un appartement dans une maison en diagonale opposée à l'auberge, qui constitue le cœur de la famille pendant les soixante années suivantes. Le père transforme la grange attenante de la maison en atelier. Celui-ci, lui-même peintre, pousse Alberto à s'intéresser à l'art. À partir de 1910, la famille possède une maison d'été avec un atelier sur le lac de Sils à Capolago, à Maloja, par héritage, qui devient leur résidence secondaire. Le cousin d'Alberto, Zaccaria Giacometti, qui devint plus tard professeur de droit constitutionnel et recteur de l'Université de Zurich, s'y rend également souvent.
Alberto peint ses premières œuvres dans le domicile familial dès 1913, essentiellement des portraits des membres de sa famille ou de ses condisciples, reprenant le style postimpressionniste paternel. Il exécute son premier dessin exact, d'après la gravure d'Albrecht Dürer Le Chevalier, la Mort et le Diable, et peint sa première peinture à l'huile, une nature morte aux pommes sur une table pliante. Fin 1914, il réalise ses premières sculptures, les têtes de ses frères Diego et Bruno en pâte à modeler. De 1915 à 1919, il poursuit ses études au collège évangéliste de Schiers, à côté de Coire. En raison de ses réalisations et de ses compétences artistiques supérieures à la moyenne, il obtient sa propre chambre qu'il est autorisé à aménager en studio.
En plus de son italien natal, Alberto Giacometti parle allemand, français et anglais. Son père lui a appris à dessiner et à modeler. Son oncle Augusto Giacometti a été impliqué dans le cercle Dada de Zurich avec des compositions abstraites. Son frère Diego devient également sculpteur, créateur de meubles et d'objets, et Bruno architecte,. Le parrain de Giacometti est le peintre suisse Cuno Amiet, qui est un ami proche de son père.

### Formation

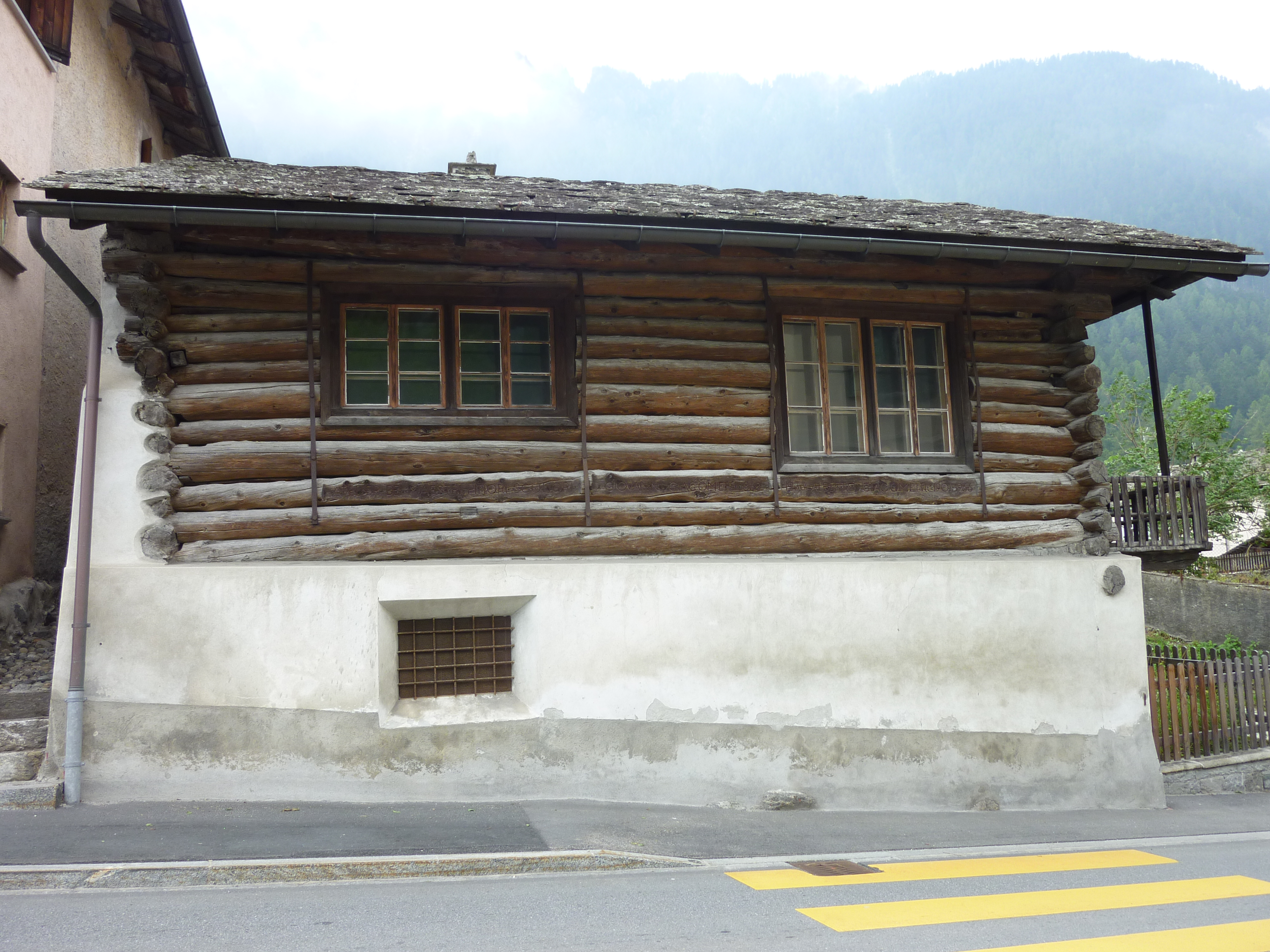
Atelier des Giacometti à Stampa.

Giacometti passe le printemps et l'été 1919 à Stampa et Maloja, où il travaille constamment sur des dessins et des peintures divisionnistes. La décision de devenir artiste est prise, de sorte qu'après quatre ans, il abandonne l'école avant de terminer ses études secondaires et à l'automne, part étudier à l'École des beaux-arts de Genève et à l'École des arts et métiers où il s'inscrit dans la classe de sculpture.
En 1920, il accompagne son père, membre de la Commission fédérale d'art de la Biennale de Venise, à Venise, où il est impressionné par les œuvres d'Alexandre Archipenko et de Paul Cézanne. Dans la ville lagunaire, il est fasciné par les œuvres du Tintoret et par les fresques de Giotto dans la chapelle des Scrovegni de Padoue.
En 1921, il entreprend un voyage d'études à travers l'Italie et séjourne d'abord à Rome avec des parents de sa famille. Il y visite les musées et les églises de la ville, remplit des carnets de croquis avec des dessins basés sur des mosaïques, des peintures et des sculptures, assiste à des opéras et des concerts, et lit des écrits de Sophocle et d'Oscar Wilde, entre autres, qui l'inspirent à dessiner. Il tombe malheureusement amoureux de sa cousine Bianca ; le travail sur son buste ne le satisfaisait pas. Début avril, il visite Naples, Paestum et Pompéi. Son compagnon de voyage de 61 ans, Pieter van Meurs, décède subitement d'une insuffisance cardiaque à Madonna di Campiglio en septembre. Giacometti retourne alors à Stampa via Venise.
Sa découverte des villes, Venise, Padoue, Rome, Florence et Assise, mais aussi des peintres, Le Tintoret, Giotto et Cimabue, le marquent pour le restant de sa vie. C'est lors d'un de ces voyages qu'il fait la connaissance d'un vieil Hollandais qui mourra sous ses yeux. Il dira que cette expérience a transformé son rapport au monde.

### Paris et débuts cubistes

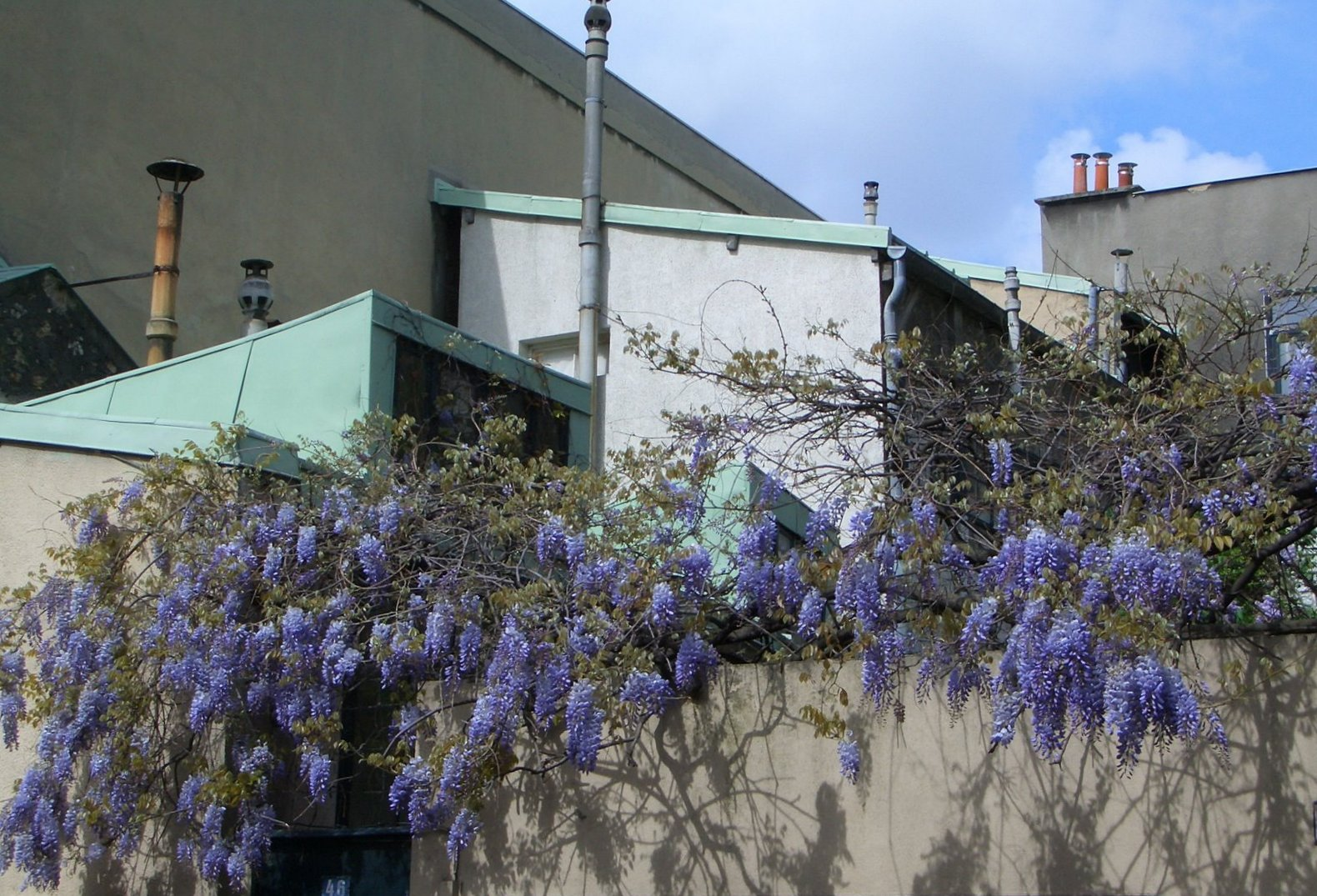
Ancien atelier de Giacometti du 46 rue Hippolyte-Maindron, 2005.

Décidé à quitter la Suisse, il arrive à Paris le 7 janvier 1922. Il loge dans l'atelier d'Alexandre Archipenko et fréquente l'atelier d’Antoine Bourdelle avec qui il travaille jusqu'en 1927, à l'académie de la Grande-Chaumière, à Montparnasse. Il vit très seul et visite le Louvre. Il découvre le cubisme, l'art africain traditionnel et la sculpture grecque antique dont il s'inspire dans ses premières œuvres. Ses sculptures sont en plâtre, parfois peintes ou coulées en bronze, technique qu'il pratiquera jusqu'à la fin de sa vie.
Au début, il s'associe à des artistes suisses du même âge, tels que Kurt Seligmann et Serge Brignoni. Un condisciple, Pierre Matisse, devient plus tard son marchand d'art. Il entretient une relation lâche jusqu'en 1929 avec Flora Mayo, une sculptrice américaine ; ils se sont représentés dans l'argile. À Paris, il se familiarise avec l'œuvre d'Henri Laurens, qu'il rencontre personnellement en 1930, ainsi que de Chaim Jacob Lipchitz et de Constantin Brâncuși qu'il fréquente en 1925-1926.
Trois ans après avoir commencé ses études à Paris, Giacometti expose ses premières œuvres au Salon des Tuileries à Paris. Poussé par Bourdelle, il présente en 1925 deux de ses œuvres, une tête de Diego Giacometti ainsi que la sculpture post-cubiste Torse. Le torse nu, réduit à quelques formes de blocs anguleux, suscite le mécontentement de son professeur Bourdelle : « Tu fais quelque chose comme ça pour toi-même à la maison, mais tu ne le montres pas. ». En 1926, 1927 et 1928, il expose de nouveau ses premières œuvres au Salon des Tuileries. En 1927, il crée Femme cuillère en s'inspirant des cuillères à riz dont la partie creuse symbolise l'organe féminin qui est vu comme un réceptacle, selon Rosalind Krauss.
En février 1925, son frère Diego le rejoint à l'atelier du 37 rue Froidevaux, dans lequel il s'installe en janvier de la même année. Au début de l'été 1926, les frères déménagent dans un nouvel atelier plus petit au 46 rue Hippolyte-Maindron, que Giacometti conserve jusqu'à sa mort, malgré la petite taille et l'inconfort des lieux,. Diego Giacometti a trouvé son métier dans le design et soutient son frère dans son travail ; il devient non seulement le modèle préféré d'Alberto, mais aussi son plus proche collaborateur à partir de 1930. Bien que l'essentiel de sa production soit faite à Paris, Giacometti retourne régulièrement en Suisse où il travaille dans l'atelier de son père à Maloja.
Pour gagner leur vie, les frères fabriquent des appliques décoratives en plâtre et des vases pour Jean-Michel Frank, qu'ils ont rencontré par l'intermédiaire de Man Ray en 1929, et fabriquent des bijoux pour la créatrice de mode Elsa Schiaparelli. Frank réalise le lampadaire en bronze Figure Version Étoile pour Schiaparelli, basé sur un dessin d'Alberto Giacometti. Grâce à Frank, ils font la connaissance de la société mondaine parisienne ; Charles de Noailles et Marie-Laure de Noailles acquièrent des sculptures et commandent une sculpture en pierre de 2,40 mètres de haut, Figure dans un jardin, composition cubiste en forme de stèle, pour le parc de leur villa Noailles près de Hyères, qui est achevée à l'été 1932. En 1929, il signe un contrat avec Pierre Loeb, un des plus importants marchands de l'avant-garde.

### Surréalistes
Après avoir réalisé des sculptures considérées comme apparentées au cubisme, Giacometti crée des sculptures « plates » (Femme, 1929) et « ouvertes » (Homme et Femme, 1929), dont deux sont exposées par la galerie Jeanne Bucher, marquant ainsi le début de sa notoriété comme sculpteur.
Ses relations avec des artistes et des écrivains, tels que Louis Aragon, Alexander Calder, Jean Cocteau, Max Ernst, Michel Leiris, Joan Miró et Jacques Prévert, datent de 1928. En 1929, Leiris publie une première appréciation de l'œuvre de Giacometti dans la quatrième édition de la nouvelle revue surréaliste Documents. En 1930, avec Joan Miró et Jean Arp, Giacometti est représenté à l'exposition collective de la Galerie Pierre de Pierre Loeb, où André Breton voit et achète l'objet d'art de Giacometti, la Boule suspendue en plastique, le premier « objet à fonctionnement symbolique » (1930).
Lors d'une visite ultérieure à l'atelier de Giacometti, rue Hippolyte-Maindron, en 1931, Breton persuade l'artiste de rejoindre son groupe de surréalistes. Il participe à la rédaction des revues du groupe, notamment à la revue le Surréalisme au service de la révolution entre 1931 et 1933 (pour les numéros 3, 5 et 6). En 1933, il y publie des poèmes et un texte surréaliste sur son enfance, Hier, sables mouvants. La même année, il apprend les techniques de l'eau-forte et de la chalcographie dans l'atelier de l'artiste britannique Stanley William Hayter, l'« Atelier 17 ». En 1933, il illustre le livre de l'écrivain surréaliste René Crevel Les Pieds dans le plat, et réalise quatre gravures pour L'Air de l'eau de Breton en 1934.
Avec le groupe, il participe d'octobre à novembre 1933 au 6e Salon des surindépendants en compagnie de Man Ray, Yves Tanguy, Salvador Dalí, Max Ernst, Victor Brauner, Joan Miró, Vassily Kandinsky, Jean Arp et Meret Oppenheim. C'est au cours de ce salon qu'il présente son œuvre L'oiseau silence. L'inquiétude, l'onirisme, l'incertitude, la violence sont les caractéristiques des sculptures de cette époque : Cube, Femme qui marche, Femme couchée qui rêve, Femme égorgée, Cage, Fleur en danger, Objet désagréable à jeter, Table, Tête crâne, Pointe à l'œil, Le palais à quatre heures du matin. Ces sculptures surréalistes enchantent Breton qui publie un texte capital à propos de Le Palais à 4 heures du matin : « Depuis des années, je n'ai réalisé que des sculptures qui se sont offertes tout achevées à mon esprit ; je me suis borné à les reproduire dans l'espace sans y rien changer, sans me demander ce qu'elles pouvaient signifier. […] Rien ne m’est jamais apparu sous la forme de tableau, je vois rarement sous la forme de dessin. Les tentatives auxquelles je me suis livré quelquefois, de réalisation consciente d'une table ou même d'une sculpture ont toujours échoué. […] L’objet une fois construit, j’ai tendance à y retrouver transformés et déplacés des images, des impressions, des faits qui m’ont profondément ému (souvent à mon insu), des formes que je sens m’être très proches, bien que je sois souvent incapable de les identifier, ce qui me les rend toujours plus troublantes… » (Minotaure, 1933). La plupart de ses œuvres de jeunesse ou surréalistes sont connues par leur édition en bronze faite dans les dix dernières années de la vie de l'artiste.
Il expose aux galeries Pierre Loeb et Georges Petit. Sa première exposition personnelle a lieu en mai 1932 à la galerie Pierre Colle.
Le père de Giacometti, Giovanni, qui a été une référence forte pour l'artiste, décède le 25 juin 1933 à Glion, près de Montreux. Accablé de chagrin, Alberto ne peut conduire les funérailles. L'année suivante il organise une grande exposition en souvenir de son père.
1934 est marquée par sa première exposition aux États-Unis qui se tient chez Julien Levy à New York. Seules quelques œuvres sont créées cette année. Bien que Giacometti participe à d'autres expositions surréalistes, il recommence après longtemps à modeler d'après nature, ce que Breton voit comme une trahison de l'avant-garde. En août 1934, Giacometti est témoin avec Paul Éluard, et Man Ray comme photographe, du mariage de Breton avec la peintre française Jacqueline Lamba. Quelques mois plus tard, il se retire du groupe avant qu'une expulsion officielle puisse avoir lieu. Lors d'un dîner en décembre 1934, André Breton accuse Giacometti de faire du « travail du pain » pour le créateur de mobilier parisien Jean-Michel Frank et donc d'avoir renoncé à l'idée de surréalisme. En 1938 à l'Exposition internationale du surréalisme à Paris, il le mentionne comme un ancien surréaliste. À la suite de cette séparation, Giacometti perd de nombreux amis, à l'exception de Michel Leiris, Georges Limbour et René Crevel, qui, déprimé et malade, se suicide en juin 1935 ; ses sculptures cesseront d'être présentées dans les diverses expositions surréalistes.

### Maturité
Après avoir rompu avec les surréalistes, Giacometti connait une crise créative. Il se tourne vers d'autres artistes tels que Balthus, André Derain et Pierre Tal Coat qui se consacrent à rendre l'art d'après nature. Il a déjà rencontré Pablo Picasso dans le cercle surréaliste, mais une amitié entre eux ne commence qu'au moment où il travaille sur son tableau monumental Guernica en 1937. Hormis Henri Matisse, Giacometti est le seul artiste avec qui il discute d'art, mais il ne prend jamais très au sérieux sa peinture et sa sculpture. Bien qu'il ait compris que Giacometti lutte pour quelque chose, il considère cette lutte - contrairement à la lutte de Picasso pour le cubisme - comme un échec, puisque, selon Picasso, il n'obtiendrait jamais ce qu'il exige et fait de la sculpture pour « [... ] nous faire regretter les chefs-d'œuvre qu'il ne créera jamais. »
À partir de 1935, Giacometti délaisse l'anecdote et les titres littéraires pour poursuivre une quête de la représentation de la réalité, produisant des séries de têtes pour lesquelles posent son frère et un modèle. Il noue une nouvelle amitié avec la Britannique Isabel Delmer, née Nicholas (1912-1992), qui a épousé le journaliste Sefton Delmer peu après son arrivée à Paris en 1935. Isabel Delmer devient le modèle de Giacometti pour les dessins. Il conçoit des sculptures d'elle de plus en plus étirées et avec des jambes trop longues. La première sculpture de sa tête, réalisée en 1936, intitulée La femme égyptienne, rappelle l'art du portrait égyptien.
Pendant l'été 1937, il peint la Pomme sur le buffet et la Mère de l'artiste, œuvres importantes qui annoncent sa création d'après-guerre. Il réalise la tombe de Gerda Taro (1910-1937) au Père-Lachaise.

Il s'engage à la fin des années 1930 au sein de l'Association des écrivains et artistes révolutionnaires, proche du Parti communiste. Dans un de ses dessins, il dénonce l'impérialisme japonais à l'égard de la Chine et de l'Union soviétique. Il entend également défendre la classe ouvrière dans la lutte des classes.

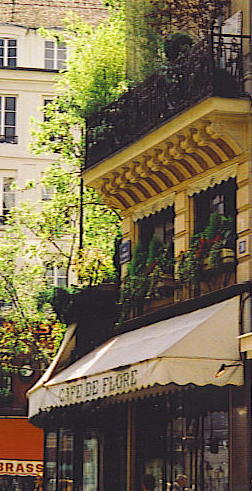
Café de Flore où Giacometti a rencontré des artistes et des écrivains tels que Pablo Picasso et Jean-Paul Sartre.

En octobre 1938, Giacometti est victime d'un grave accident de la circulation. Alors qu'il marche à Paris la nuit, une conductrice ivre perd le contrôle de son véhicule et le percute sur le trottoir de la place des Pyramides. Il est blessé au pied - son métatarse droit est cassé à deux endroits - et ignore le repos prescrit par son médecin jusqu'à ce que la fracture soit guérie. Depuis lors, il a un défaut de marche et a besoin de béquilles et d'une canne jusqu'en 1946. Il parle souvent de cet accident et le décrit comme une expérience dramatique dans sa vie qui a eu un effet « comme un choc électrique sur sa vie créative et personnelle ». Le biographe de Giacometti, Reinhold Hohl, rejette les spéculations selon lesquelles l'artiste a été traumatisé par la peur d'une amputation et a donc pourvu ses sculptures ultérieures de pieds surdimensionnés.

### Rencontre avec Sartre
En 1939, Giacometti rencontre les philosophes français Jean-Paul Sartre et Simone de Beauvoir au Café de Flore, 172 Boulevard Saint-Germain. Peu de temps après la première rencontre de Sartre avec Giacometti, le philosophe écrit son œuvre principale L'Être et le Néant. Tentative d'ontologie phénoménologique, publiée pour la première fois en 1943 et dans laquelle s'insinuent certaines réflexions de Giacometti. Giacometti s'est intéressé à la phénoménologie toute sa vie. Depuis qu'il était étudiant à Genève, il est à la recherche d'une nouvelle forme d'expression artistique. Il commence la même année à modeler des bustes et des têtes qui n'ont que la taille d'une noix, ses figures sculptées deviennent très petites.
Grâce à la médiation de son frère Bruno, Giacometti participe à l'Exposition nationale suisse de 1939 à Zurich. Une draperie de plâtre qu'il a prévue pour le revêtement de façade du bâtiment « Textile et Mode » s'avère techniquement irréalisable ; la présentation d'une minuscule figure en plâtre sur un grand socle dans l'une des cours intérieures de 6 mètres du même bâtiment est rejetée car l'œuvre est considérée comme une parodie des artistes présentés. Au lieu de cela, le plâtre de près d'un mètre de haut de Giacometti Le Cube de 1933-1934, qui a été présenté à l'exposition de Lucerne en 1935, est transporté à Zurich et installé au rez-de-chaussée.

### Seconde Guerre mondiale
Lorsque la seconde Guerre mondiale éclate en septembre 1939, Alberto Giacometti et son frère Diego sont à Maloja et reviennent à Paris à la fin de l'année. Giacometti enterre ses sculptures miniatures dans son atelier en mai 1940, peu de temps avant l'invasion de la Wehrmacht. Les frères fuient Paris à vélo en juin, mais reviennent après d'horribles expériences de guerre. En décembre 1941, Alberto quitte Paris pour Genève. Parti rendre visite à sa mère, Annetta, il ne peut pas rentrer en France, les Allemands ayant supprimé les visas. Diego surveillera l'atelier pendant son absence. Exempté du service militaire en raison de son infirmité, il vit de janvier 1942 à septembre 1945 à Genève, d'abord avec son beau-frère, le Dr Francis Berthoud, puis il prend une simple chambre d'hôtel, poursuivant la production des sculptures minuscules commencée à Paris. Pendant les mois d'été, il séjourne à Stampa et à Maloja.
La sœur de Giacometti, Ottilia, meurt en couches en 1937 et la grand-mère Annetta aide à élever l'enfant. De minuscules personnages en plâtre sont créés sur des bases plus grandes dans la chambre d'hôtel, y compris la figure de son neveu Silvio. Le plâtre La Femme au chariot, créé à Maloja en 1942-1943, est la seule œuvre grand format de Giacometti lors de son séjour en Suisse. À Maloja en 1943, il rencontre le photographe suisse Ernst Scheidegger, qui photographie les sculptures de Giacometti et publie pour la première fois des textes autobiographiques et poétiques de l'artiste en 1958, avec ses photographies, dans un livre d'Arche Verlag. À Genève, Giacometti rencontre l'éditeur Albert Skira ; son important témoignage autobiographique, sera publié dans le n° 22-23 de sa revue Labyrinthe le 15 décembre 1946,.
L'impossibilité de réaliser une sculpture de grande taille le hante, et ce n'est qu'après avoir vaincu cet obstacle avec La Femme au chariot, qu'il quitte la Suisse.

### Retour à Paris et changement de style
À partir de septembre 1945, Giacometti vit de nouveau à Paris, d'abord dans une chambre louée rue Hippolyte-Maindron, avec son amie de longue date Isabel Nicholas, séparée de Sefton Delmer et revenue de Londres. Elle le quitte en décembre, mais continue à lui rendre visite occasionnellement dans son atelier. À l'occasion d'une exposition prévue à la Tate Gallery de Londres en 1962, Isabel Nicholas fait en sorte que Giacometti rencontre Francis Bacon, qui l'a également représentée.
En 1946, Giacometti emménage avec Annette Arm (1923-1993), qu'il a rencontrée à Genève en 1943 et épouse le 19 juillet 1949 à la mairie du 14e arrondissement de Paris. Il crée un grand nombre de dessins, gravures, peintures et sculptures qui la représentent. C'est pendant cette période (1946-1947) que s'affirme le nouveau style de Giacometti, caractérisé par de hautes figures filiformes. Les sculptures deviennent de plus en plus longues et fines et affichent le changement de style qui le fait connaître internationalement dans les décennies suivantes : les figures « en épingle » sur de hauts socles laissent place à des figures élancées d'un mètre de haut, des figures aussi fines qu'une tige à l'anatomie peu claire, mais avec des proportions exactes et dont seulement les têtes et les visages ont un regard saisissant.
Selon Albert Skira, il conserve toutes ses sculptures dans une grosse boîte d'allumettes. Il a alors des relations suivies avec Picasso. En octobre 1946, André Breton, de retour des États-Unis, déclare à la presse : « Au terme de ses nouvelles recherches, j’ai vérifié avec enthousiasme qu’en sculpture, Giacometti était parvenu à faire la synthèse de ses préoccupations antérieures, de laquelle m’a toujours paru dépendre la création du style de notre époque. »[réf. nécessaire] Néanmoins, Giacometti décline la proposition de Breton de le rejoindre et de participer activement à l'exposition qu'il prépare à la galerie Maeght : Le Surréalisme en 1947. Certaines de ses œuvres font néanmoins écho au surréalisme (Le Nez, 1947-1949, et La Main, 1947).
Il reste sympathisant du Parti communiste français après la guerre mais n'entend pas mettre son travail artistique au service d'une cause politique.

### Succès international
Sa production est stimulée par les relations qu'il renoue avec le marchand new-yorkais Pierre Matisse, qui accueille sa première exposition personnelle d'après-guerre en janvier 1948, laquelle connaît un grand succès dans sa galerie de New York. Matisse représente par la suite le sculpteur aux États-Unis. Giacometti attire l'attention de collectionneurs et de critiques d'art influents tels que David Sylvester, qu'il rencontre lors de l'exposition. Celle-ci, au cours de laquelle les silhouettes élancées sont présentées pour la première fois à un public plus large, établit sa renommée dans le monde anglo-saxon. Jean-Paul Sartre écrit l'essai de près de dix pages La Recherche de l'absolu pour le catalogue de l'exposition, et le public américain en vient par la suite à considérer Giacometti comme un sculpteur de l'existentialisme français.
En 1947, grâce à la reconduction des accords passés en 1936 avec le galeriste, Giacometti peut faire fondre en bronze huit de ses nouvelles sculptures, dont L'Homme qui pointe et un premier Homme qui marche. Suivent, en 1948, Les Trois Hommes qui marchent et les Places. Mais c'est pour l'exposition à la galerie Pierre Matisse de décembre 1950 que Giacometti produit quelques-unes de ses plus fameuses sculptures dont l'édition en bronze de : Quatre femmes sur socle, Quatre figurines sur piédestal, La Forêt, La Clairière, La Cage, Le Chariot, La Femme qui marche entre deux boîtes qui sont des maisons. Homme qui marche, Le Nez, l'Homme au doigt et la Tête sur tige, toutes des œuvres de grande taille, devenues des bronzes par les soins de Diego.
En 1950, l'historien de l'art Georg Schmidt achète deux tableaux, La Table et Portrait d'Annette, ainsi que le bronze La Place pour la Fondation Emanuel Hoffmann du Kunstmuseum (Bâle) au prix de 4 800 francs suisses ; ainsi les premières œuvres de Giacometti arrivent cette année-là dans une collection publique en Suisse. Une première rétrospective a lieu en 1950 à la Kunsthalle Basel. En novembre, Giacometti expose pour la seconde fois chez Pierre Matisse à New-York.
C'est seulement en juin 1951, qu'a lieu sa première exposition d'après-guerre à Paris, à la galerie Maeght, où son ami Louis Clayeux l'a convaincu d'entrer. Il y présente des œuvres déjà montrées à la galerie Matisse et plusieurs œuvres nouvelles, toutes en plâtre, dont Le Chat et Le Chien. Leiris et Francis Ponge l'accompagnent lors de cette exposition. Contrairement à la légende qui veut qu'Aimé Maeght ait permis à Giacometti de faire fondre ses œuvres en bronze, Giacometti peut faire fondre ce qu'il veut, depuis 1947, grâce à Pierre Matisse. S'ensuivent de nombreuses expositions en Europe. Giacometti reçoit des commandes pour faire des gravures pour les publications de Georges Bataille et Tristan Tzara. En novembre 1951, lui et sa femme rendent visite à l'éditeur Tériade dans sa maison de campagne du sud de la France, après quoi ils se rendent chez Henri Matisse, qui vit à Cimiez près de Nice, puis le lendemain chez Pablo Picasso à Vallauris. Après une bagarre, leur amitié de longue date prend fin. Au cours des rencontres suivantes, Giacometti se comporte poliment mais avec distance.

### Début des années 50
En février 1952, Alberto Giacometti rencontre son futur biographe James Lord au Café Les Deux Magots, qui lui sert occasionnellement de modèle pour ses dessins. En 1964, alors que son portrait est en train d'être dessiné, Lord rassemble du matériel lors des séances pour le premier livre, A Giacometti Portrait, publié en 1965 par le Museum of Modern Art de New York.
En 1954, Sartre écrit un autre texte de référence sur l'artiste. La même année, Giacometti rencontre Jean Genet dont il fait le portrait et c'est pour la publication de la galerie Maeght, Derrière le miroir, que Genet écrit en 1957 un des plus brillants essais sur l'artiste, L'Atelier d'Alberto Giacometti.
À partir du milieu des années 1950, Giacometti réduit ses motifs à des têtes, des bustes et des figures. En 1954, il dessine Matisse en fauteuil roulant à plusieurs reprises, de fin juin à début juillet et de nouveau en septembre, en préparation d'une pièce commémorative commandée par la Monnaie française, qui n'a jamais été frappée, mais Matisse meurt en novembre.
En 1955, des rétrospectives ont lieu à l'Arts Council England à Londres et au Musée Solomon R. Guggenheim de New-York, ainsi qu'une exposition itinérante en Allemagne dans les villes de Krefeld, Düsseldorf et Stuttgart. En 1956, Giacometti modèle une figure féminine debout, qu'il moule en argile dans diverses versions. Son frère Diego fait des moulages en plâtre des 15 personnages debout frontaux et immobiles, un peu moins grands que nature. Dix, réalisées entre janvier et mai, sont exposées dans le pavillon français de la Biennale de Venise en 1956, intitulées Les Femmes de Venise, même si certaines sont montrées pour la première fois à Berne la même année, dont neuf sont ensuite coulées en bronze. Ce groupe de personnages, composé de « différentes versions d'une seule figure féminine qui n'a jamais reçu de forme définitive », est présenté pour la première fois en 1958 sous forme de bronzes à la galerie Pierre Matisse de New York. En juin, il expose pour la troisième fois à la galerie Maeght, avec un essai de Jean Genet.
En novembre 1955, Giacometti rencontre au café Les Deux Magots le professeur de philosophie japonaise Isaku Yanaihara, qui doit écrire un article sur le sculpteur pour un magazine japonais. Yanaihara devient son ami et lui sert de modèle à partir de 1956 jusqu'en 1961, pour plusieurs peintures et sculptures. Le professeur japonais publie la première biographie de Giacometti à Tokyo en 1958.

### Projets pour la Chase Manhattan Bank
En 1956, la Chase Manhattan Bank à New York, l'une des plus grandes banques du monde, projette d'animer l'espace spacieux devant un nouvel immeuble de soixante étages avec des œuvres d'art. L'architecte Gordon Bunshaft demande des projets à Giacometti et à son collègue américain Alexander Calder. Giacometti accepte, bien qu'il ne soit pas familier des conditions locales de New York et qu'il n'ait jamais créé d'œuvres de la taille requise. On lui donne un petit modèle du bâtiment de la banque et, à partir de là, il développe ses créations jusqu'en 1960 : une figure féminine, dont il crée quatre versions plus grandes que nature, une tête ressemblant à Diego et deux marcheurs grandeur nature. Comme Giacometti n'est pas satisfait du résultat, la commande n'est pas réalisée ; une œuvre du groupe est l'Homme qui marche I. Cette œuvre sera finalement installée dans la cour de la Fondation Maeght. Elle comprend alors deux Hommes qui marchent, deux Grandes Femmes et une tête monumentale.

### Jean Genet et Caroline
En 1957, l'artiste rencontre le compositeur Igor Stravinsky qu'il dessine à plusieurs reprises. Au même moment, il rencontre également l'auteur français Jean Genet dont il fait trois portraits à l'huile et plusieurs dessins. Genet, à son tour, écrit L'Atelier d'Alberto Giacometti en 1957. On dit que le texte signifie beaucoup pour Giacometti parce qu'il s'y voit compris. Picasso décrit l'œuvre de 45 pages de Genet comme le meilleur livre qu'il ait jamais lu sur un artiste. En 1959, le travail de Giacometti Trois hommes qui marchent de 1947 est exposé à la Documenta 2 à Cassel (Hesse). Homme qui marche I est certainement la sculpture la plus importante de toute son œuvre ; elle est considérée en ce début de XXIe comme un chef-d'œuvre dans l'histoire de l'art.
Sa rencontre avec la prostituée de 21 ans Caroline (de son vrai nom Yvonne-Marguerite Poiraudeau ), en octobre 1959 au bar Chez Adrien, débouche sur une liaison passionnée qui dure jusqu'à sa mort. Cette liaison s'avère être un fardeau pour Annette et Diego Giacometti. Caroline devient un modèle important pendant cette période et Giacometti réalise de nombreux portraits d'elle. L'artiste est désormais mondialement connu et reçoit des sommes importantes pour ses œuvres de ses marchands Pierre Matisse et Aimé Maeght. Il n'a pas changé ses habitudes, continue à vivre modestement mais de façon malsaine : il mange peu, boit beaucoup de café et fume des cigarettes. Il distribue sa fortune acquise à son frère Diego, à sa mère jusqu'à sa mort en janvier 1964, et à ses connaissances nocturnes. En 1960, il achète une maison pour Diego et des appartements pour Annette et Caroline, l'appartement le plus luxueux étant pour son modèle.

### Dernières années

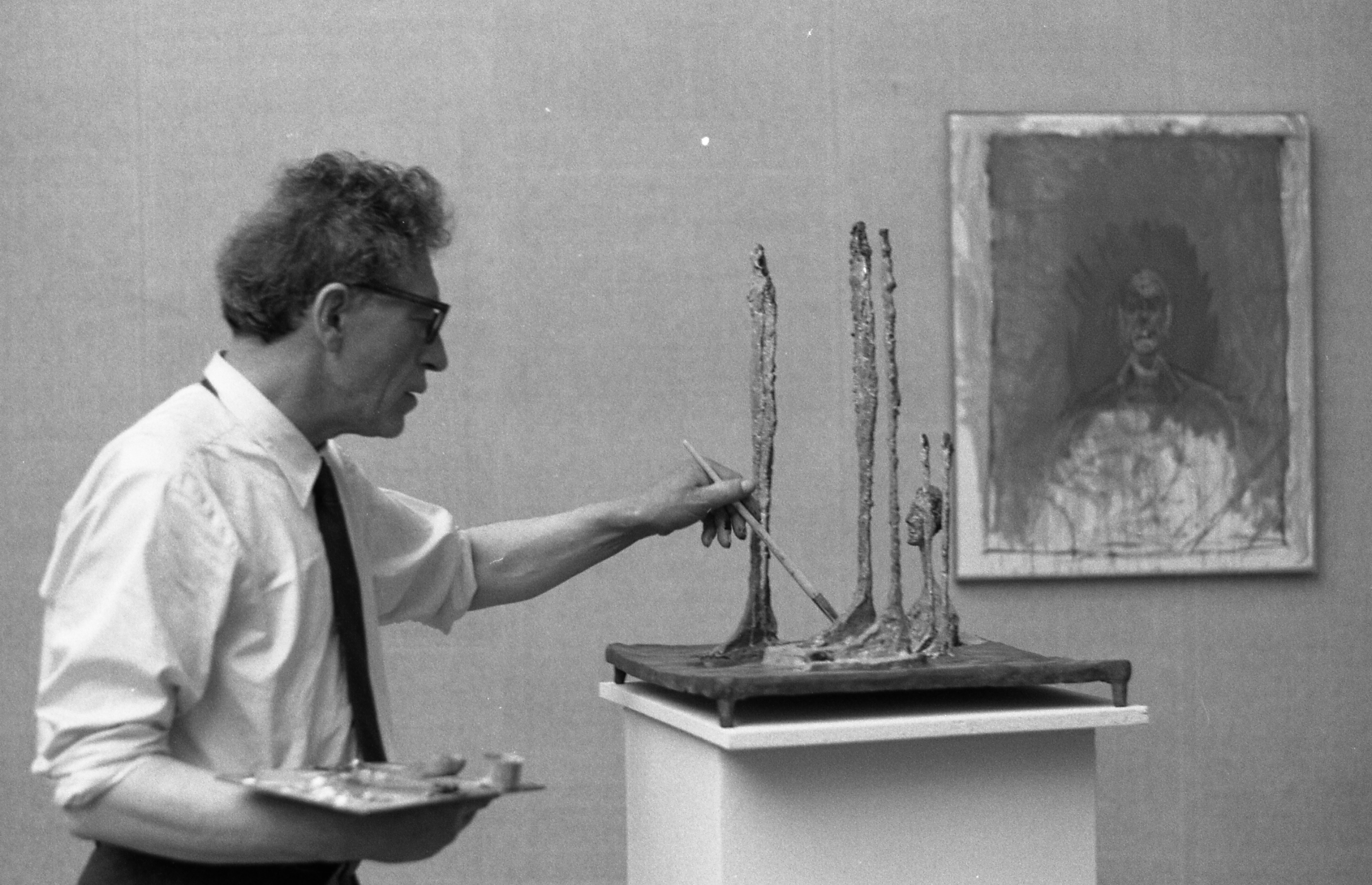
Paolo Monti, Giacometti à Venise (1962).

Samuel Beckett, que Giacometti connait depuis 1937 et avec qui il débat souvent des difficultés de la vie d'artiste dans les bars parisiens, lui demande en 1961 de participer à une nouvelle production d'En attendant Godot, dont la création a lieu en janvier 1953. Giacometti crée un arbre dépouillé en plâtre de Paris comme décor pour le drame de la solitude humaine mis en scène par Roger Blin en mai 1961 au Théâtre de l'Odéon.
À la fin de sa vie, Giacometti est comblé d'honneurs. Il remporte le prix Carnegie en 1961. L'année suivante, il reçoit le Grand Prix de Sculpture de la Biennale de Venise où une salle entière lui est consacrée, ce qui le rend célèbre dans le monde entier. Jacques Dupin publie la première monographie consacrée à son œuvre. La même année, une grande rétrospective réunissant plus de 100 sculptures et 85 tableaux a lieu au Kunsthaus de Zurich.
Opéré d'un cancer de l'estomac en février 1963, Giacometti en guérit. À cette époque, il participe activement au projet de la Fondation Maeght en faisant cadeau pour le prix de la fonte d'un nombre important de bronzes.
En 1964, il reçoit le prix Guggenheim, réalise la composition carrée à plusieurs figures dans la cour de la Fondation Maeght à Saint-Paul-de-Vence, composée de l'Homme qui marche II, Femme debout III et l'Homme qui marche I, et est de nouveau présent à la Documenta 3 à Kassel. La même année, son amitié avec Sartre se rompt lors de la publication de son livre autobiographique Les Mots. Giacometti voit son accident et ses conséquences déformés. Sartre a nommé par erreur la Place d'Italie (Paris) comme lieu de l'accident et cite Giacometti disant : « Enfin je vis quelque chose ! […] Donc je n'étais pas fait pour être sculpteur, peut-être que je n'étais même pas fait pour vivre ; je n'étais destiné à rien. » Giacometti refuse de se réconcilier avec Sartre. L'année suivante, malgré une santé défaillante, il se rend aux États-Unis pour une rétrospective de son œuvre au Museum of Modern Art de New York.

Le grand prix international des arts lui est décerné par la France en 1965. Dans ses dernières années, il suit attentivement le projet de la Fondation à son nom qui est créée en Suisse le 16 décembre 1965 pour recueillir la collection de G. David Thompson, un industriel de Pittsburgh qui avait le projet d'ouvrir un musée aux États-Unis. 

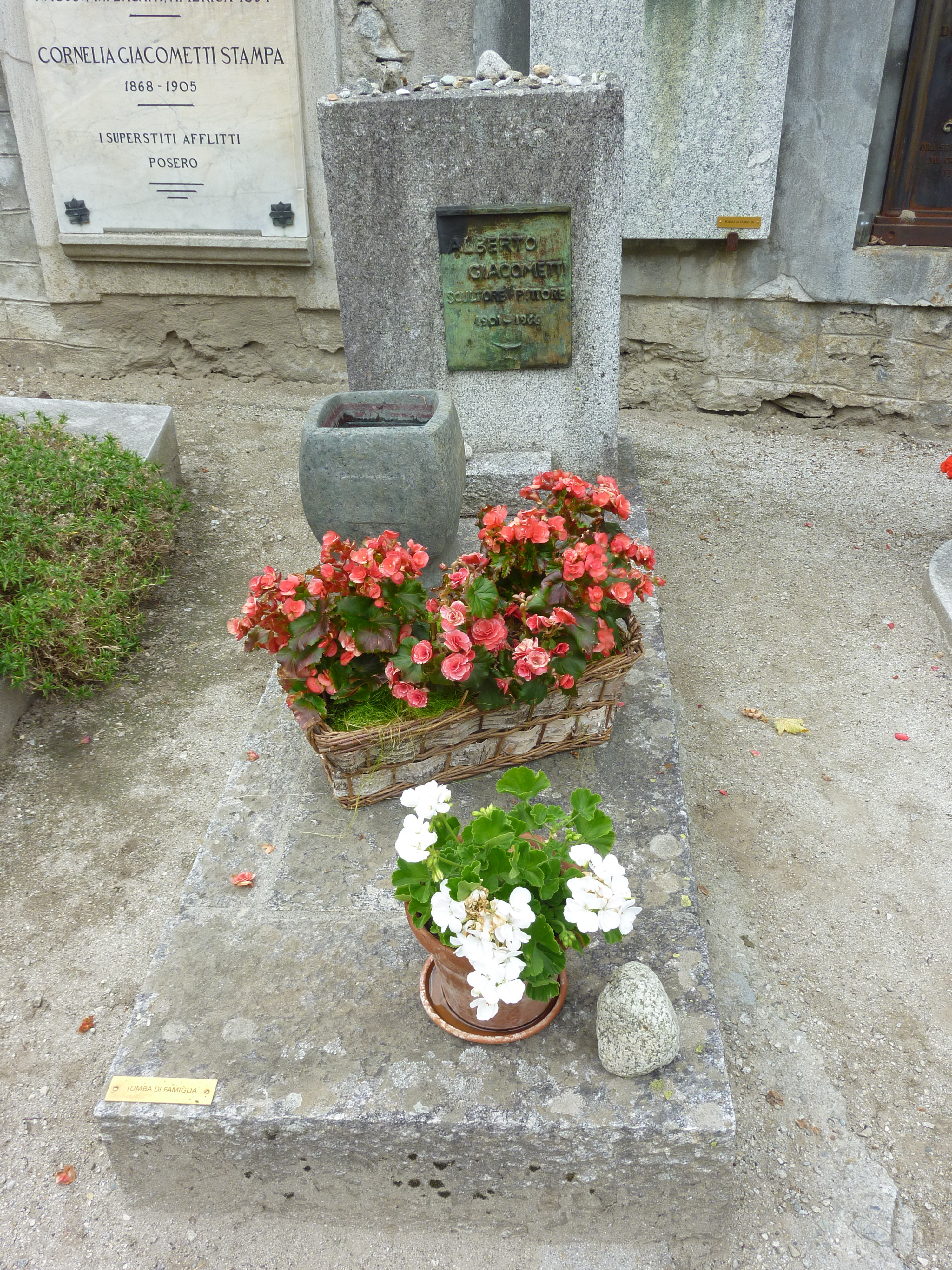
Tombe de Giacometti dans le cimetière de l'église de San Giorgio, Borgonovo.

Annetta Giacometti décède le 25 janvier 1964. Alberto commence à travailler sur des bustes du photographe Éli Lotar. En juillet-aout, la Tate Gallery expose plus de 200 de ses œuvres. Hospitalisé le 5 décembre 1965 à l’hôpital cantonal de Coire, en Suisse, Alberto Giacometti y meurt le 11 janvier 1966 d'une péricardite à la suite d'une bronchite chronique. Son corps est transféré à Borgonovo, sa ville natale, et inhumé le 15 janvier auprès de la tombe de ses parents. Diego Giacometti place sur la tombe le moulage en bronze de la dernière œuvre de son frère, la troisième sculpture du photographe français Éli Lotar. Diego a trouvé la figurine d'argile enveloppée dans des chiffons humides dans l'atelier. Il place son propre petit oiseau de bronze à côté. Outre des parents et de nombreux amis et collègues de Suisse et de Paris, les funérailles réunissent des directeurs de musées et des marchands d'art du monde entier, ainsi que des représentants du gouvernement français et des autorités fédérales.
Sa veuve, qui lui survit jusqu'au 19 septembre 1993, se consacre à la défense de son œuvre et a créé par testament la Fondation Alberto et Annette Giacometti, reconnue d'utilité publique en 2003, dont le siège est à Paris. Elle comprend un grand nombre de tableaux et de sculptures de l'artiste, ainsi qu'un centre de recherche et de documentation.
Selon historienne de l'art Catherine Grenier, directrice de la Fondation Giacometti et biographe de l’artiste, ce dernier « est très aimé du grand public. Peut-être parce qu’il n'a cherché ni les honneurs, ni le luxe, ni les voyages, mais qu'il a fait preuve au contraire d'une grande simplicité. Tout le monde pouvait venir dans son atelier, il était souvent au café et les gens pouvaient lui parler très facilement. C'est ce mode de vie simple qui en fait un personnage de référence ».

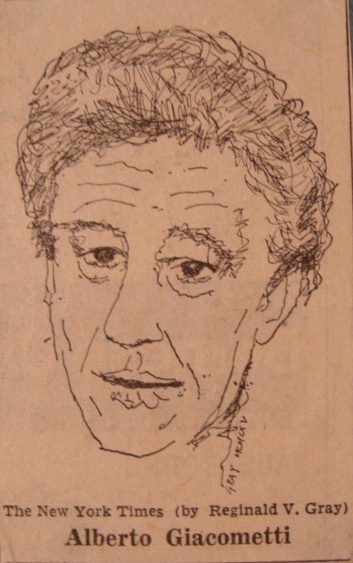
Dessin représentant Alberto Giacometti par Reginald Gray en 1965.
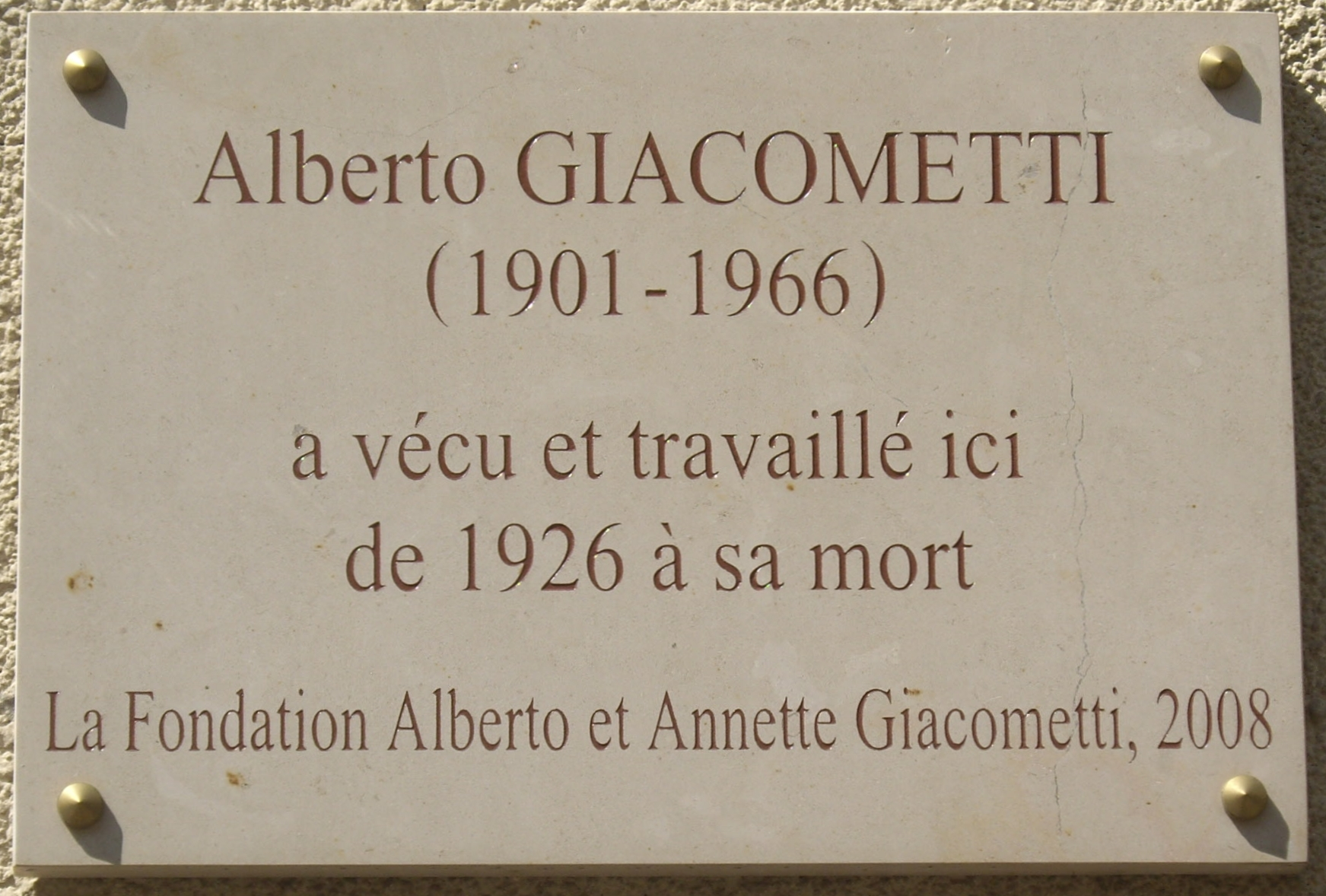
Plaque commémorative au no 46, rue Hippolyte-Maindron (Paris).

## Postérité

### Fondation Alberto Giacometti

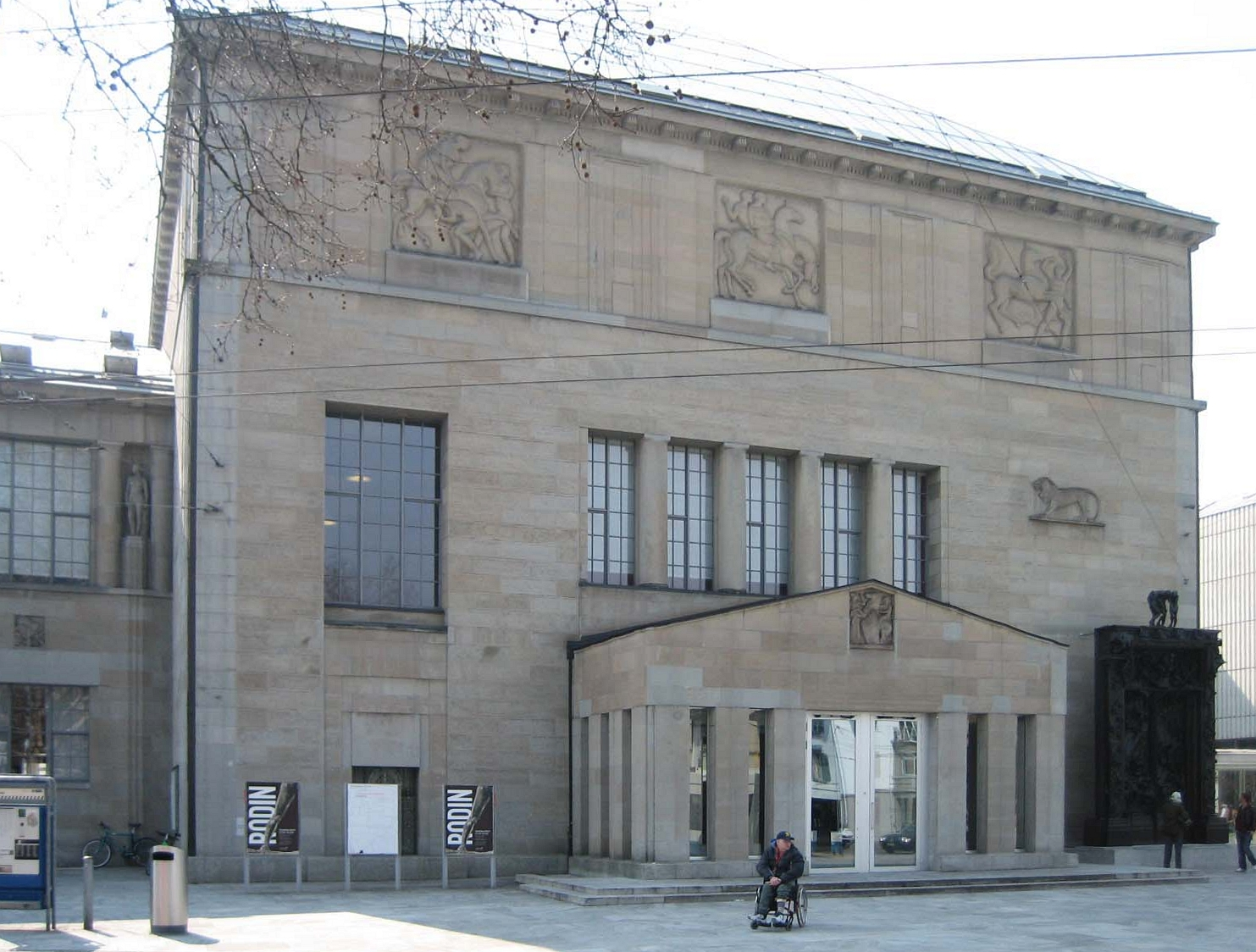
Kunsthaus de Zurich.

En 1965, du vivant de l'artiste, la Fondation Alberto Giacometti est fondée avec des fonds privés et publics par un groupe d'amateurs d'art autour de Hans C. Bechtler et du galeriste suisse Ernst Beyeler à Zurich, qui acquiert les collections Giacometti de l'industriel de Pittsburgh David Thompson, lequel possédait de nombreuses sculptures importantes de la période avant-gardiste de 1925 à 1934 et des copies de la plupart des œuvres majeures de 1947 à 1950, les phases les plus créatives de Giacometti. L'artiste lui-même complète l'œuvre ultérieure par des dessins et plusieurs peintures. En 2006, des amis proches de Hans C. Bechtler, Bruno et Odette Giacometti font don à la fondation de 75 plâtres et 15 bronzes de la succession d'Alberto Giacometti.
Aujourd'hui, la Fondation possède 170 sculptures, 20 peintures, 80 dessins, 23 carnets de croquis, 39 livres avec des dessins dans la marge et des estampes. Cet inventaire recouvre l'œuvre d'Alberto Giacometti, de ses premières à ses dernières œuvres, dans tous ses aspects essentiels et ses facettes nombreuses et surprenantes.
La collection de la Fondation Alberto Giacometti est en grande partie conservée au Kunsthaus de Zurich et présentée dans l'exposition permanente. L'administration et la documentation s'y trouvent également. Un quart de l'inventaire original est exposé au Kunstmuseum (Bâle) et dix pour cent au Musée des Beaux-Arts de Winterthour.

### Fondation Alberto et Annette Giacometti
La Fondation Alberto et Annette Giacometti (Institut Giacometti) à Paris, voulue par Annette dès 1987, voit le jour avec beaucoup de difficultés. Annette Giacometti décède des suites d'une intervention chirurgicale dans un hôpital psychiatrique en 1993. Elle laisse derrière elle 700 œuvres de son mari et des archives d'une valeur de 150 millions d'euros. Le frère et tuteur d'Annette, Michael Arm, conteste la validité de son testament de 1990, dans lequel elle a demandé que la majeure partie de la fortune de Giacometti soit utilisée pour fonder la Fondation Alberto et Annette Giacometti. Six ans après sa mort, la fondation privée n'est toujours pas créée, avec "au centre de cet imbroglio sur la succession : Roland Dumas".
D'autres problèmes naissent du refus de l'Association Giacometti, que la veuve a fondée en 1989 comme étape préliminaire à la fondation, de dissoudre et de libérer le capital de la fondation. La fondation projetée doit poursuivre l'Association Giacometti. Les différends qui suivent nécessitent d'importantes sommes en capital, qui doivent être levées par le biais de ventes aux enchères des œuvres de Giacometti.
Par arrêté du 10 décembre 2003, Jean-Pierre Raffarin, Premier ministre français de l'époque, met fin aux querelles, permettant ainsi la création de la Fondation Alberto et Annette Giacometti.
La Fondation, en collaboration avec les autres ayants droit, la Fondation Alberto Giacometti de Zurich et les héritiers de Silvio Berthoud, crée en avril 2004 le Comité Giacometti, qui lutte contre les contrefaçons, délivre des expertises et accorde des permis de reproduction. En 2011, elle dote le Prix Annette Giacometti pour protéger le droit d'auteur des œuvres d'art et des artistes. Aujourd'hui la Fondation Giacometti, avec son Institut Giacometti, gère un centre de recherche avec des expositions, des colloques, une école, des bourses et des publications.
En 2022, la Fondation Alberto et Annette Giacometti annonce l'ouverture d'un musée-école dans l’ancien terminal d’Air France situé au rez-de-chaussée de l'ancienne Gare des Invalides.

### Collections
Les collections les plus complètes d'œuvres de Giacometti se trouvent aujourd'hui au Kunsthaus de Zurich et à la Fondation Beyeler à Riehen, prêtées par la Fondation Alberto Giacometti, ainsi qu'à la Fondation Alberto et Annette Giacometti à Paris. Cette dernière possède principalement des objets de l'atelier de Giacometti, notamment des éléments muraux, des meubles et des livres. D'autres collections importantes se trouvent au Museum of Modern Art de New York et à la Fondation Maeght de Saint-Paul-de-Vence. La collection Carlos Gross à Sent offre un bon aperçu des estampes de Giacometti.

## Style
Giacometti a imposé des exigences élevées à son travail tout au long de sa vie. Il était souvent en proie à des doutes, ce qui l'a conduit à la destruction de son travail dans la nuit et à un nouveau départ le lendemain. « En décembre 1965 il a dit qu'il n'atteindrait jamais le but qu'il s'était fixé, pendant trente ans il avait toujours cru que demain serait le jour [...] » 

### Peintures, dessins et lithographies
Il s'agit d'un pan important de l'œuvre de l'artiste. Il est connu essentiellement pour ses portraits, même s'il a fait quelques paysages ou natures mortes dans sa jeunesse. Il a également peint des tableaux abstraits dans les années 1920 et 1930.
La peinture enfantine de Giacometti datant de 1913, Nature morte aux pommes, affiche le pointillisme caractéristique de son père Giovanni. Alors que le père essayait d'uniformiser et d'animer la surface, le fils regarde l'objet et sa physicalité. Après avoir commencé à peindre chez lui et à l'école de Schiers, il continue à peindre tout en étudiant à Genève à partir de 1919. Vers 1925, le virage vers la sculpture à Paris supplante presque totalement la peinture. Les portraits du père de 1930 et 1932, trois tableaux de 1937, dont Pomme sur le buffet et un portrait de sa mère, et un portrait de femme de 1944, restent des exceptions. Les tableaux de 1937, créés après la rupture avec les surréalistes, diffèrent stylistiquement de ses travaux antérieurs et sont aujourd'hui considérés comme le début de sa peinture de maturité.
Pendant les années de guerre en Suisse, le dessin occupe une grande partie de l'activité artistique de Giacometti. Par exemple, il copie Paul Cézanne d'après des reproductions de livres. Ces dessins lui servent à étudier les œuvres d'artistes et de cultures antérieurs et à clarifier sa relation avec eux : il comprend son travail comme une continuation de ceux-ci. Dans ses copies, il n'analyse pas les modèles selon leur fonction d'origine ou de leur signification dans l'histoire de l'art, il s'intéresse beaucoup plus à leur structure et à leur composition. Des dessins au crayon de 1946-1947 de personnes se déplaçant à l'extérieur permettent de documenter la nouvelle conception des personnages de Giacometti. Figures de bâton allongées et marchant, elles sont ensuite mises en œuvre dans sa sculpture et constituent le soi-disant « style Giacometti » dans lequel le sculpteur adopte la perception phénoménologique des figures dans l'espace. Comme tout objet a un espace autour de lui et doit toujours être vu à une certaine distance, le champ visuel est inévitablement occupé plus verticalement qu'horizontalement, ce qui explique en partie la minceur de ses figures.
Après 1946, les peintures et dessins de Giacometti traitent principalement de portraits et de figures humaines, ce qui l'encourage à créer constamment de nouvelles métamorphoses. La perspective des bustes minuscules sur les grands socles (1938 à 1945) renvoie à la vision artistique du dessinateur et peintre. Les « personnages en bâton debout comme des signes dans l'espace » (à partir de 1947) sont souvent pourvus de « logements spatiaux pittoresques » sur le support de peinture, dans lesquels les « personnes représentées apparaissent comme ectoplastiques », c'est-à-dire plastifiées de l'extérieur, « ou des corps réfléchis ». Les peintures de Giacometti présentent une palette de couleurs réduite du gris-violet au rose-jaune en passant par le noir et blanc, qui « sonnent ensemble de manière sourde sur la toile ».
L'œuvre picturale peut être divisée en phases : 1946 à 1956, et les années suivantes jusqu'à sa mort en 1966. Le sujet et le style pictural de ses tableaux restent les mêmes : images de face de sa femme Annette, de son frère Diego, de sa mère et celles de ses amis, puis celles de son amante Caroline ; paysages, vues de son atelier ou natures mortes sont des sujets occasionnels. Le fond est varié. Ainsi, les œuvres de la première phase montrent une figure ou un objet représenté dans un environnement large et clairement reconnaissable, qui peut être identifié, par exemple, comme l'atelier de Giacometti, tandis que dans la deuxième phase, le motif central domine la composition et l'environnement n'est que vaguement reconnaissable. Ses portraits sont faits soit d'après modèle, soit de mémoire. Le nombre de ses modèles est relativement limité. Il a également utilisé des modèles professionnels, ainsi que certains de ses amis (dont le professeur de philosophie Isaku Yanaihara, à partir de 1955). Ses portraits se caractérisent par l'absence de décor, le caractère quasi monochrome et sombre de la palette, l'attitude figée du modèle, toujours de face, qui contraste avec l'abondance des retouches au niveau du visage, jusqu'à en effacer l'esquisse initiale.
L'une des raisons du travail lithographique est la première exposition de Giacometti à la galerie Maeght en 1951, qui a lieu en juin et juillet. Il réalise des illustrations pour le magazine de la galerie Maeght, Derrière le miroir, qui accompagne l'exposition et dont les sujets sont des représentations d'atelier. Les nombreuses eaux- fortes et lithographies qu'il réalise à partir de 1953 « reprennent le thème de la forme humaine comme axe de référence pour la pénétration des dimensions spatiales, qui caractérise son travail sculptural » et « le modulent en le confrontant aux signes de la perspective spatiale. » . L'œuvre lithographique la plus importante de Giacometti est le portfolio Paris sans fin avec 150 lithographies qui commémorent les lieux et les personnes de Paris qui ont compté pour lui. Paris sans fin est publié à titre posthume en 1969 par son ami, le critique d'art et éditeur Tériade.

### Sculptures et objets

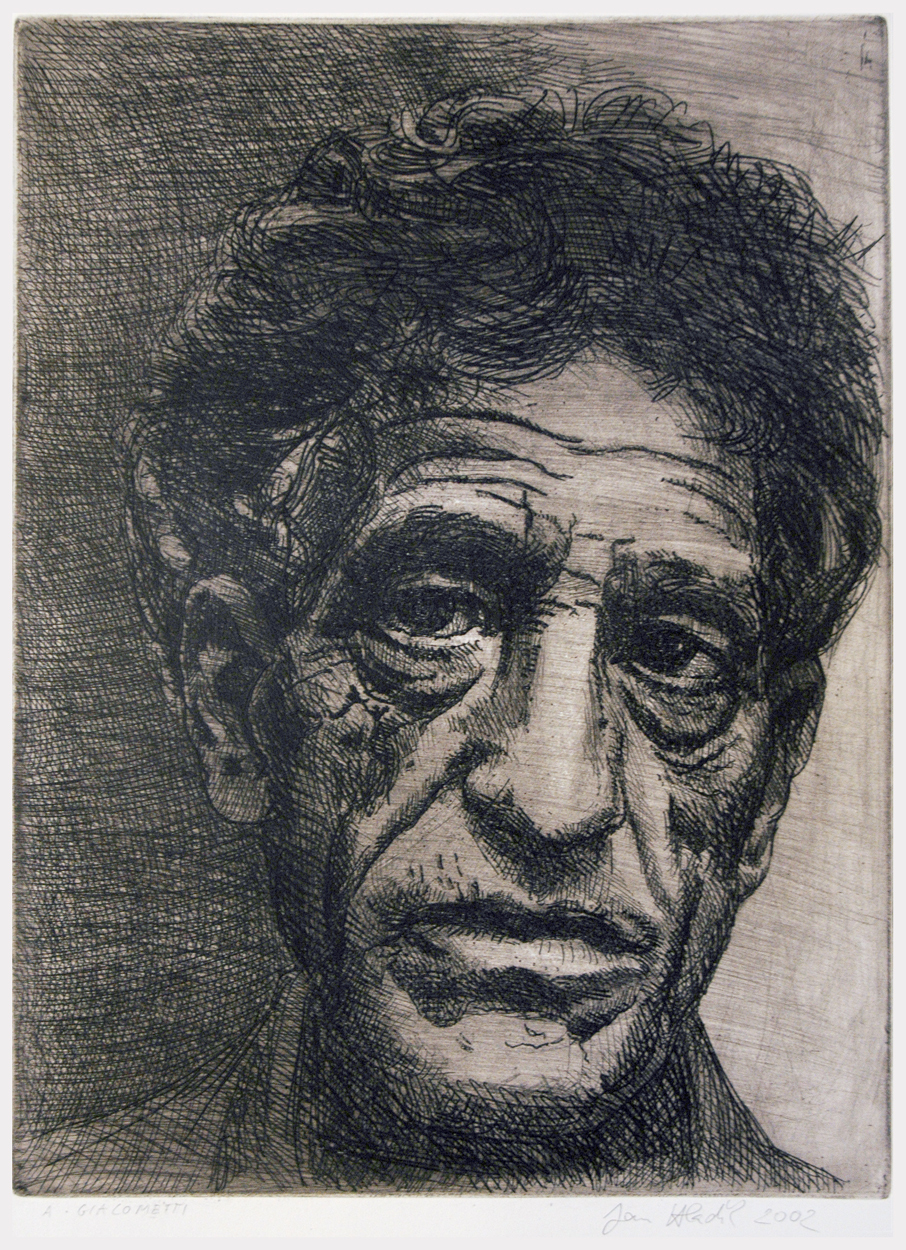
Alberto Giacometti, gravure de Jan Hladík, 2002.

#### Premiers travaux et période surréaliste
Dans la première période de Giacometti, la sculpture post-cubiste Torse est créée en 1925 ; cette période dure jusque vers 1927, date à laquelle il fait des recherches sur l'art africain et en particulier sur l'expression picturale des cuillères cérémonielles de la culture dan ouest-africaine, dans laquelle le creux de la cuillère symbolise l'utérus. À partir de 1926, son œuvre Femme cuillère est considérée comme l'une des principales œuvres de Giacometti de cette époque. L'intérêt de Giacometti pour cet art est éveillé par de nouvelles publications traitant du sujet, comme l'édition française de 1922 de Negerplastik (Sculpture nègre) de Carl Einstein et par une exposition à l'hiver 1923-1924 au musée des Arts décoratifs (Paris).
La période qualifiée de surréaliste dure de 1930 à l'été 1934 et s'achève finalement en 1935, après son exclusion du cercle des surréalistes. Lorsque Giacometti expose pour la première fois en 1930 à la galerie Pierre Loeb de Paris, avec Hans Arp et Joan Miró, il présente une sculpture au symbolisme érotique, Boule suspendue, qui se compose d'un cadre métallique solide avec une construction mobile à l'intérieur. Le sculpteur la décrit dans une lettre de 1948 à Pierre Matisse comme une sphère flottante ouverte tranchée dans une cage glissant sur un croissant. Avec cette œuvre, Giacometti achève la transition vers la sculpture mobile et l'art de l'objet. Giacometti crée également des sculptures positionnées horizontalement telles que l'objet agressif et sexuel Pointe à l'œil (1931), qui montre le lien surréaliste entre l'œil et le vagin humain, et des motifs de torture, tels que Main prise (1932).
En 1932, alors que Giacometti vit déjà depuis dix ans à Paris, il crée On ne joue plus, une cité des morts avec des dépressions en forme de cratère, des limites de champs et un cercueil ouvert, des squelettes, deux personnages et le titre rayé à l'envers. C'est un jeu où « la vie, et surtout la mort, devient le jeu insondable». Femme égorgée, toujours de 1932, coulée en bronze en 1940 et exposée par Peggy Guggenheim en octobre 1942 dans sa nouvelle galerie new-yorkaise Art of This Century,. Un dessin avec le même titre sert de modèle à une illustration du texte Musique est l'art de récréer le Monde dans le domaine des sons d'Igor Markevitch dans la revue surréaliste Minotaure (vol. I, 1933, numéro 3-4, p. 78), inspiré par deux crimes commis au Mans et à Paris en février et août 1933 : l'affaire Papin et l'empoisonnement de ses parents par la lycéenne Violette Nozière. En 1947, Giacometti écrit à propos de sa dernière œuvre surréaliste, 1 + 1 = 3, une œuvre en forme de cône en plâtre d'environ cinq pieds de haut, sur laquelle il travaille à l'été 1934 : « il ne pouvait pas y faire face et a donc ressenti le besoin de faire des études à partir de la nature […] ». Il travaille ensuite sur deux têtes, en utilisant Diego et un mannequin professionnel comme modèles ; ce changement est une raison pour l'accuser de trahison envers le mouvement surréaliste.

#### Bronzes élancés
En 1935, Giacometti reprend ses études sur la nature et les travaux sur la forme humaine, et jusqu'en 1945, il s'occupe principalement du modèle et de la « supériorité de l'espace ». Il cherche à réduire ses sculptures « jusqu'à l'os, au point d'être indestructibles » au profit de l'espace qui les entoure, de sorte que « les figures et les têtes […] se contractaient de plus en plus, se réduisaient et sont devenues de plus en plus minces. » Le buste de son frère Diego, qui pose à plusieurs reprises pour lui durant ces années, « pourrait enfin être emballé dans une petite boîte d'allumettes avec le socle! » Les bases cuboïdes, qui sont beaucoup plus grandes que les figures elles-mêmes, constituent un autre dispositif stylistique pour amener la distance spatiale du modèle dans la forme appropriée de la sculpture. Son observation est citée comme une raison extérieure de faire de plus en plus d’expériences phénoménologiques dans ses plastiques, « comment Isabel s'est éloignée de lui sur le boulevard Saint-Michel en 1937, devenant de plus en plus petite, sans perdre son image, sa mémoire visuelle ».
À partir de 1946, les figures de Giacometti s'allongent de plus en plus, les corps paraissent filiformes avec leurs pieds relativement larges. La structure de surface et l'étirement des figures montrent une « parenté » avec les sculptures de Germaine Richier qui, comme Giacometti, a étudié à l'Académie de la Grande Chaumière dans l'atelier d'Antoine Bourdelle. Ce n'est que lorsque les silhouettes élancées atteignent la taille humaine, comme L'homme au doigt (1947), que Giacometti est reconnu comme un représentant de la sculpture française d'après-guerre ; ses premières petites figures reçoivent peu d'attention et sont considérées comme des études.
En 1947 et 1950, il réalise les deux sculptures autobiographiques Tête d'homme sur tige et le bronze Quatre figurines sur base, coulé en 1965-1966. Pour ce dernier, Giacometti positionne quatre danseurs du bordel parisien Le Sphinx, tous les 12 cm de haut, sur un socle trapézoïdal, posés à leur tour sur une table de modelage à pieds hauts. Les œuvres s'inspirent d'une dernière visite à son bordel préféré avant la fermeture imminente des boîtes de nuit publiques en 1946, à la suite de quoi il imagine son texte Le rêve, le sphinx et la mort de T. .

#### Œuvres tardives

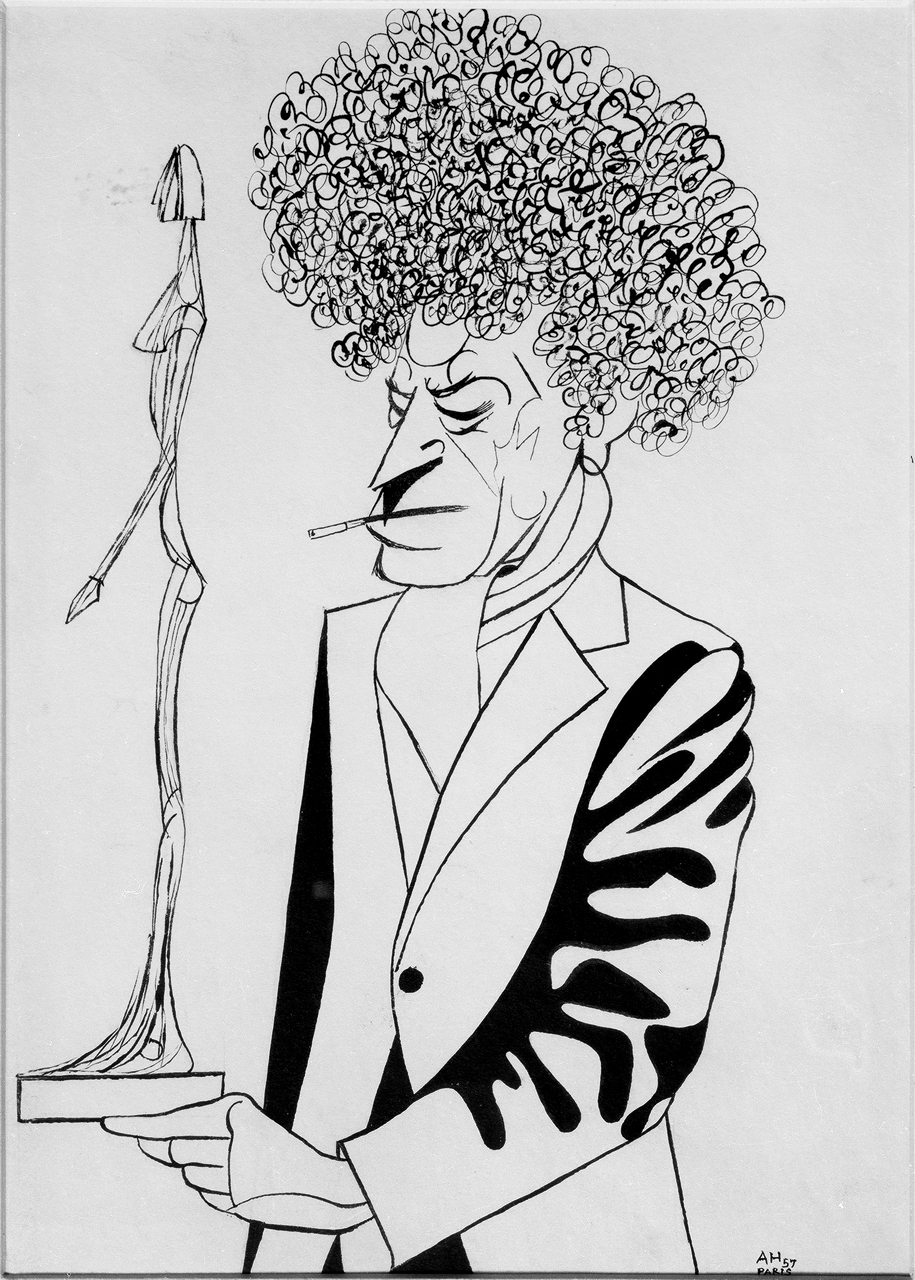
Adolf Hoffmeister, Alberto Giacometti, 1957.

À partir de 1952, Giacometti crée des figures élancées et des groupes de figures comme Les Femmes de Venise (1956) et l'Hommequi marche I.  (1960), des bustes compacts, des têtes, entre autres d'après son frère Diego, sa femme Annette et Isaku Yanaihara, ainsi que trois bustes du photographe Éli Lotar, donnés comme Torse. Les caractéristiques des sculptures tardives sont la tête saillante, les yeux exorbités, un nez esquissé et une bouche coupée au couteau, comme dans Buste d'homme (Diego) New York I de 1965. Le haut du corps, réduit à la forme d'une croix, soutient la tête posée sur un cou étroit. Eli Lotar III de 1965 est la dernière œuvre de Giacometti, restée inachevée dans son atelier sous la forme d'une figure d'argile. La figure agenouillée, dont la surface ressemble à la forme d'une cascade gelée, est dominée par un cou et une tête étroits.
En 1958, Giacometti réalise la sculpture La jambe, une jambe isolée, coupée du reste du corps, avec une plaie ouverte à l'extrémité de la cuisse allongée. Il l'a déjà en tête en 1947, année où il réalise des sculptures comme Tête d'homme sur tige ou Le Nez. La cause de l'émergence de ces « parties de corps isolées » est d'une part le traumatisme collectif après la Seconde Guerre mondiale, d'autre part son propre accident de la circulation dans la nuit du 10 novembre 1938, place des Pyramides à Paris. Le sculpteur a précédemment esquissé la « jambe isolée » en plus grand que nature sur le mur de son atelier et, après des années d'évincement, est capable de travailler la jambe comme la « clé de voûte d'un groupe de fragments de corps ». En 1934, André Breton demanda à Giacometti quel était son atelier, il répondit : « Deux pieds qui marchent ».

### Écrits
Lors de la période surréaliste, Giacometti fait paraître dans le numéro 5 de la revue Le Surréalisme au service de la révolution, en 1933, des poèmes, tels que Poème en 7 espaces, Le rideau brun, le texte Charbon d'herbe et dans le numéro 6, un texte surréaliste sur son enfance, Sables mouvants. Ces textes et d'autres ont été réunis dans le livre Alberto Giacometti. Écrits de 1990, édité par Michel Leiris et Jacques Dupin. Les lettres, poèmes, essais, déclarations et entretiens ont été écrits entre 1931 et 1965. Dans l'essai intitulé Meine Wirklichkeit (Ma réalité) Giacometti écrit qu'il veut survivre avec son art et être « aussi libre et aussi puissant que possible » pour mener son « propre combat, pour le plaisir ?, pour la joie ? dans le combat, pour le plaisir de gagner et de perdre ». Cette auto-représentation relève de la philosophie existentielle de Jean-Paul Sartre et Jean Genet.
En 1946, l'éditeur Albert Skira publie le texte autobiographique Le rêve, le sphinx et la mort de T., écrit par Giacometti la même année, dans le dernier numéro de sa revue Labyrinthe. Le texte, astucieusement narré de manière associative, traite de la maladie suppurante de Giacometti, qu'il a contractée lors de sa dernière visite au bordel Le Sphinx avant sa fermeture définitive, le cauchemar ultérieur d'Annette et Giacometti sur le cadavre de Tonio Potoching, le gardien du complexe d'ateliers de la rue Hippolyte-Maindron, décédé en juillet 1946. Au cœur du rêve se trouve une araignée géante à la carapace d'ivoire. Ce n'est qu'en 2002 que le manuscrit, un cahier avec le texte et les dessins, est parvenu à la Fondation Alberto Giacometti à Zurich. Le texte se compose de deux parties : après avoir décrit le contexte dans lequel il est né et la narration elle-même, Giacometti réfléchit au problème de l'écriture. Le livre a été réédité en fac-similé avec une nouvelle traduction en 2005.

### Marché de l'art et contrefaçon
L'œuvre de Giacometti atteint des prix élevés sur le marché de l'art. Le 3 février 2010, Homme qui marche I est vendu pour 74,2 millions d'euros chez Sotheby's à Londres, trois fois plus cher que son estimation la plus élevée. Deux petites sculptures, intitulées Projet pour un monument pour Gabriel Péri et Projet pour une place ont été vendues en 2007 à Cologne, chez Lempertz Kunsthaus, pour une valeur de 1 590 000 euros frais compris. L'estimation était de 1 300 000 euros. Le 11 mai 2015, chez Christie's à New York, son œuvre L'Homme au doigt, réalisée en 1947, est vendue aux enchères pour un montant record de 141,2 millions de dollars. La sculpture la plus chère à ce jour est désormais l'Homme au doigt, qui a changé de mains pour environ 141 millions de dollars en mai 2015, soit 35 millions de dollars de plus que l'Homme qui marche I.
Par conséquent, les contrefaçons des sculptures de Giacometti sont lucratives. En août 2009, 1 000 faux découverts près de Mayence ont été confisqués par la police. Giacometti facilite le travail des faussaires dans la mesure où il faisait souvent exécuter le même travail par différentes fonderies en même temps. Il ne traitait pas lui-même les moulages, mais laissait la ciselure et la patine aux artisans selon les souhaits de l'acheteur, de sorte que les œuvres se révélaient toujours différentes. L'absence d'un catalogue raisonné contraignant, que les deux fondations Giacometti à Paris et à Zurich sont encore en train de préparer, offre davantage de possibilités aux faussaires, ne permettant pas d'identifier les moulages réalisés de son vivant, ainsi que les reproductions et les contrefaçons apparues peu après la mort de Giacometti en 1966,.

## Critiques

### Contemporains

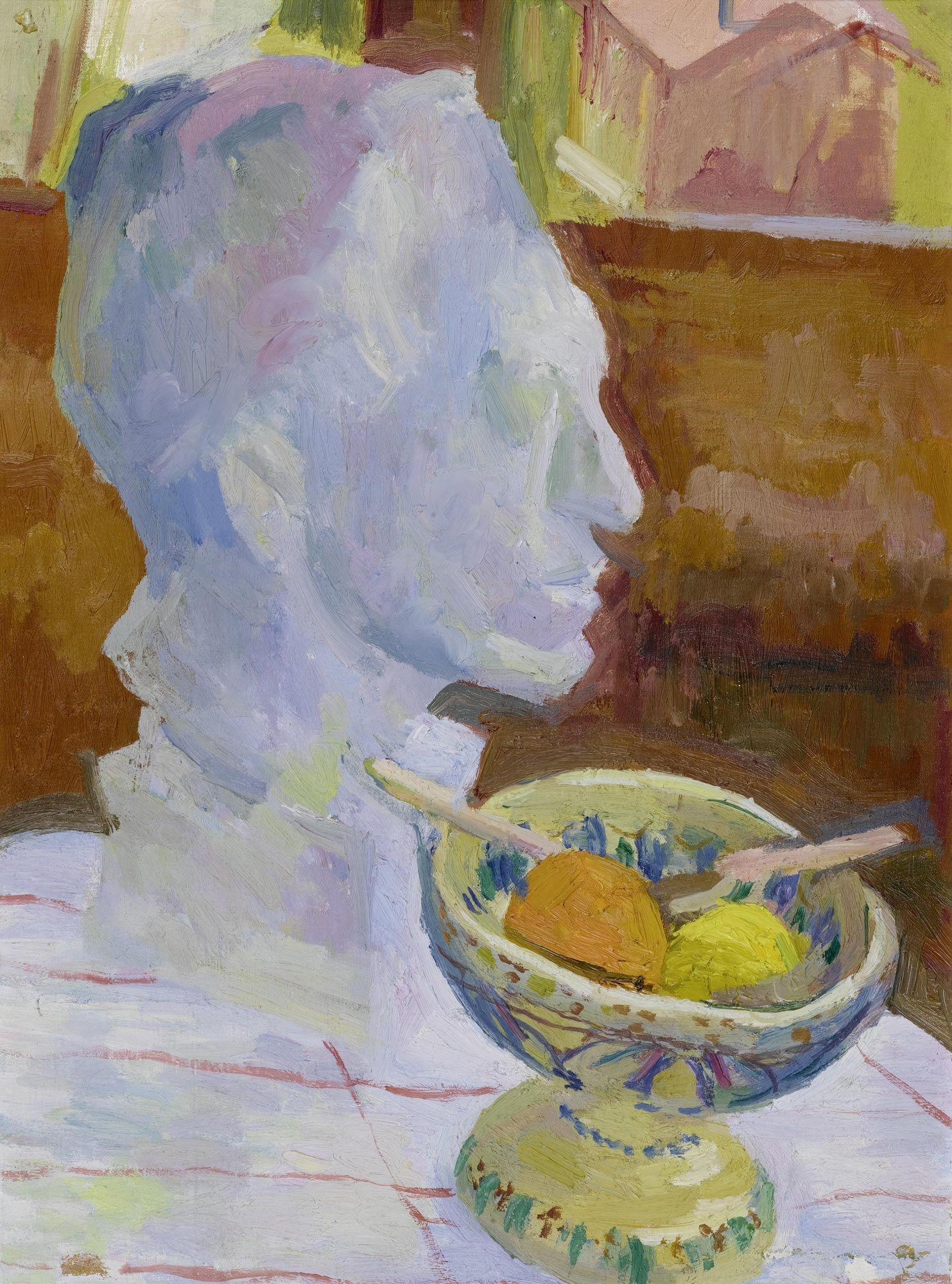
Giovanni Giacometti, Nature morte au plastique (Portrait Alberto Giacometti), 1929.

L'écrivain français Michel Leiris, ami de Giacometti depuis sa période surréaliste, publie dans la revue surréaliste Documents, fondée par Georges Bataille avec Leiris et Carl Einstein, dans le 4e numéro de 29 septembre 1929, le premier texte avec des photos de l'œuvre sculpturale de l'artiste. Il écrit : « Il y a des moments appelés crises et ce sont les seuls qui comptent dans la vie. De tels moments nous arrivent lorsque quelque chose d'extérieur répond soudainement à notre appel intérieur, lorsque le monde extérieur s'ouvre de telle manière qu'il y a un changement soudain entre lui et notre cœur. […] Les sculptures de Giacometti me disent quelque chose car tout ce qui naît sous sa main est comme la pétrification d'une telle crise. » Leiris reconnait très tôt que le stimulant créatif de Giacometti devait émaner du sentiment récurrent d'une crise.
Le photographe Henri Cartier-Bresson, lui-même influencé par le surréalisme, se lie d'amitié avec Giacometti dans les années 1930 et l'accompagne avec son appareil photo pendant trois décennies. Les images les plus connues datent des années 1938 et 1961. Cartier-Bresson dit à propos de Giacometti : « Ce fut un plaisir pour moi de découvrir qu'Alberto partageait les trois mêmes passions que moi : Cézanne, Van Eyck et Uccello. ». En 2005, le Kunsthaus Zürich présente l'exposition Die Entscheidung des Augese (La décision de l’œil), que Cartier-Bresson lui-même contribué à concevoir. Les photographies, dont certaines n'avaient jamais été montrées auparavant, sont destinées à révéler les parallèles dans le travail des artistes amis, qui, tant chez Giacometti que chez Cartier-Bresson, se caractérisent par la recherche constante de l'instant décisif.
Le premier écrivain à avoir mentionné Giacometti serait Jean Cocteau dans Opium, dans une note qui daterait de 1929 : « Je connais de Giacometti des sculptures si solides, si légères, qu’on dirait de la neige gardant les empreintes d’un oiseau ».
Jean-Paul Sartre, dans son essai sur l'art visuel de 1947, La Quête de l'Absolu, dépeint Giacometti comme un interlocuteur fascinant et un sculpteur avec un ferme « but ultime à atteindre, un seul problème à résoudre : comment peut-on faire un l'homme de pierre sans le pétrifier? Tant que cela n'est pas résolu par le sculpteur ou l'art de la sculpture », « il n'y a que des dessins qui n'intéressent Giacometti que dans la mesure où ils le rapprochent de son but. Il les détruit tous à nouveau et recommence à zéro. Parfois, cependant, ses amis parviennent à sauver un buste ou une sculpture d'une jeune femme ou d'un jeune de la mort. Il laisse faire et se remet au travail. […] La merveilleuse unité de cette vie réside dans la recherche inébranlable de l'Absolu ».
Jean Genet décrit par l'émotion Giacometti et son travail dans l'essai de 1957, L'Atelier d'Alberto Giacometti, contrairement aux thèses intellectuelles de Sartre sur l'ami commun : « Ses statues me frappent comme se réfugiant finalement dans je ne sais quelle fragilité secrète que leur procure la solitude. […] Comme les statues sont très hautes en ce moment — en argile brune — lorsqu'il se tient devant elles, ses doigts se promènent de haut en bas comme ceux d'un jardinier coupant ou greffant un treillis de roses. Les doigts jouent le long de la statue et tout l'atelier vibre, s'anime ».

### Perception actuelle

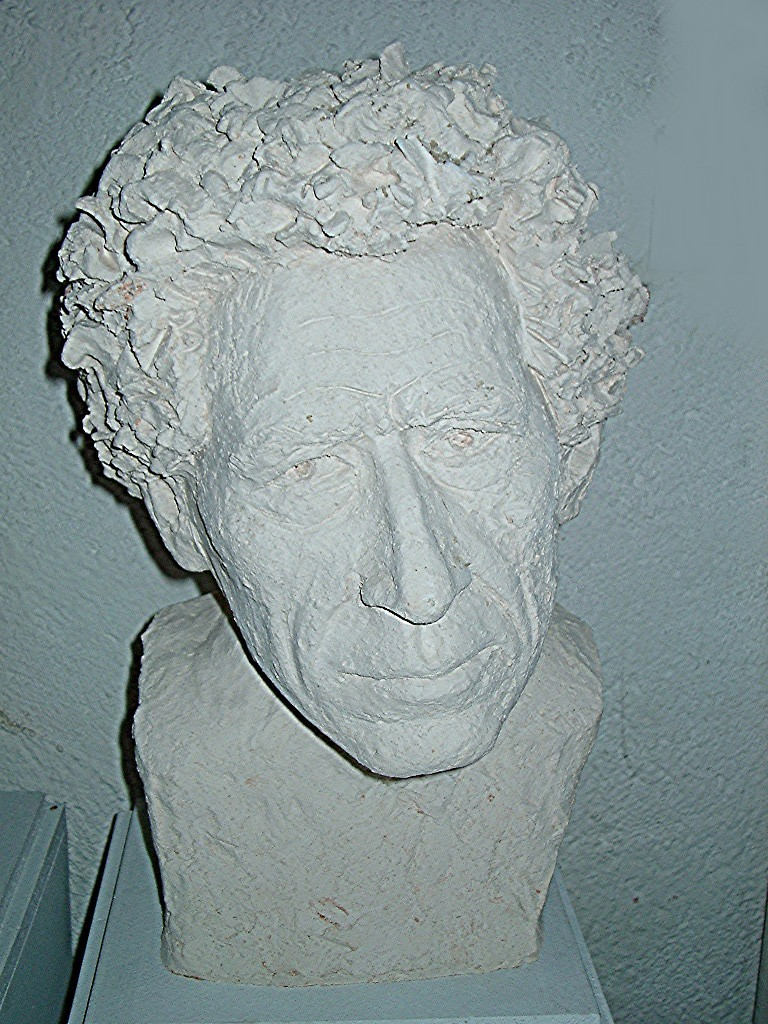
Délie Duparc, buste d'Alberto Giacometti.

En 1968, Cioran explique ne pas goûter le Giacometti d’avant-guerre. En revanche, il trouve les dernières années admirables. Selon lui, l’artiste ne devient original qu’à partir du moment où il « girafise », c’est-à-dire où « il amincit le corps et la tête au point de leur enlever épaisseur, masse, poids. » Le philosophe voit dans cette œuvre « un des attentats des plus subtils contre la matière, la lourdeur. » Il ajoute que « Giacometti avait le génie de l’amenuisement ; même quand il est grandiose, il l’est dans le… diminutif » .
En avril 1969, l'historien et critique d'art Jean-Jacques Lévêque exhorte ceux qui ne croient plus à l'avenir de la peinture à aller rue des Beaux-Art à Paris, voir l'exposition des dessins de Giacometti à la galerie Claude Bernard et celle d'Herman Braun à la galerie 9 « qui leur montreront qu'un grand avenir est encore possible pour la surface peinte ». Il souligne en particulier dans les dessins de Giacometti l'augmentation de la densité des traits autour des centres d'intérêt des compositions, privilégiant la réalité perçue aux apparences, ainsi que la capacité du maître à faire naître volume et lumière à coup de gomme.
L'historien de l'art Werner Schmalenbach compare la représentation de la solitude humaine dans les peintures de Giacometti avec le travail de Francis Bacon. Comme Giacometti, celui-ci « formule dans un décor spatial l'exposé, l'être jeté dans le monde de l'être humain ». Giacometti le suggère à travers la frontalité rigide et le regard perdu, tandis que Bacon dépeint la contorsion totale des membres et la grimace mortelle du visage.
À l'occasion du 100e l'anniversaire de la naissance de Giacometti en 2001, le collectionneur, marchand d'art et ami Eberhard W. Kornfeld déclare qu'il voit une contribution significative à l'art moderne dans le renouveau du dessin figuratif de Giacometti, « Mais son art est aussi une expression de son temps – ce que Sartre était à la littérature, Giacometti était à l'art : il est le peintre de l'existentialisme. »
L'influence de l'Art de l'Égypte antique sur l'œuvre de Giacometti a fait l'objet d'une exposition au musée égyptien de Berlin, Giacometti, der Ägypter (Giacometti, l'Égyptien) qui a été montrée à partir de fin 2008 à Berlin et à partir de février 2009 au Kunsthaus de Zurich. Giacometti rencontre la sculpture égyptienne à Florence lors de son premier séjour en Italie en 1920-1921. Il écrit à sa famille : « La plus belle statue pour lui n'était ni grecque ni romaine, encore moins Renaissance, mais égyptienne ». La célèbre tête d'Akhenaton (1340 av. J.-C.) BC) ressemble à l'autoportrait de Giacometti de 1921. Avec cet autoportrait, il termine sa formation auprès de son père. Les années parisiennes avec l'approche de l'avant-garde et la recherche d'une stylisation de la forme humaine se résument dans la confrontation entre les œuvres en bronze de Giacometti telles que Cube (1933-1934), qui peut être vue comme une référence aux dés égyptiens, et à la statue cubique de Senemut (1470 av. Chr.) en granit, dont il fit un dessin au crayon vers 1937. Les œuvres de l'après-guerre s'inspirent également d'œuvres égyptiennes. La référence aux figures égyptiennes agenouillées se retrouve dans les sculptures Diego assis et Lotar III, sa dernière sculpture.
Le critique d'art Dirk Schwarze, connaisseur des expositions Documenta depuis 1972, écrit dans son livre Meilensteine: Die documenta 1 bis 12 de 2007 que Giacometti « s'est inscrit dans l'histoire de l'art avec ses figures allongées et minces ». Le sculpteur n'était pas intéressé par le volume ou la forme des pièces individuelles. Il réduit la figure à son apparence lointaine, à sa posture et à son mouvement. Les personnages sont devenus des signes de l'homme qui sont compris partout - tout comme A. R. Penck a peint plus tard des personnes comme des éléments symboliques dans ses images.
À l'occasion d'une exposition Giacometti à la Fondation Beyeler en 2009 à Riehen près de Bâle, son commissaire d'exposition Ulf Küster montre l'artiste et ses œuvres comme une figure centrale dans le contexte des œuvres de sa famille d'artistes. L'échange avec sa famille est d'une grande importance pour Alberto. Son père, le peintre Giovanni Giacometti constitue une référence particulière pour lui. Dans une interview, Küster dit, entre autres, que Giacometti avait eu l'idée d'être le centre d'un système, comme il l'a décrit dans son texte surréaliste tardif Le rêve, le Sphinx et la mort de T., un centre où tous les événements sont centrés autour de lui. Küster considère qu'il s'agit d'une clé importante pour comprendre son travail. Il souligne que Giacometti n'a jamais franchi le pas de l'abstraction, mais que ses formations en série, le « ne jamais vouloir et pouvoir ne jamais finir » correspondent à l'idée conceptuelle de base de la modernité. Alberto est passé de la peinture à la sculpture. Une technique picturale, par exemple, se retrouve sur les surfaces rugueuses des sculptures tardives. Dans sa contribution au catalogue de l'exposition, Ulf Küster pointe les difficultés liées à la planification d'une exposition Giacometti. Avec les multiples facettes de son travail, seule une approximation est possible, l'une des raisons en est le principe artistique de Giacometti de perfection jamais atteinte. Bien que de nombreuses expositions aient jusqu'à présent traité de Giacometti, Küster estime que la succession d'Alberto n'a pas été évaluée de manière concluante.

## Influence artistique

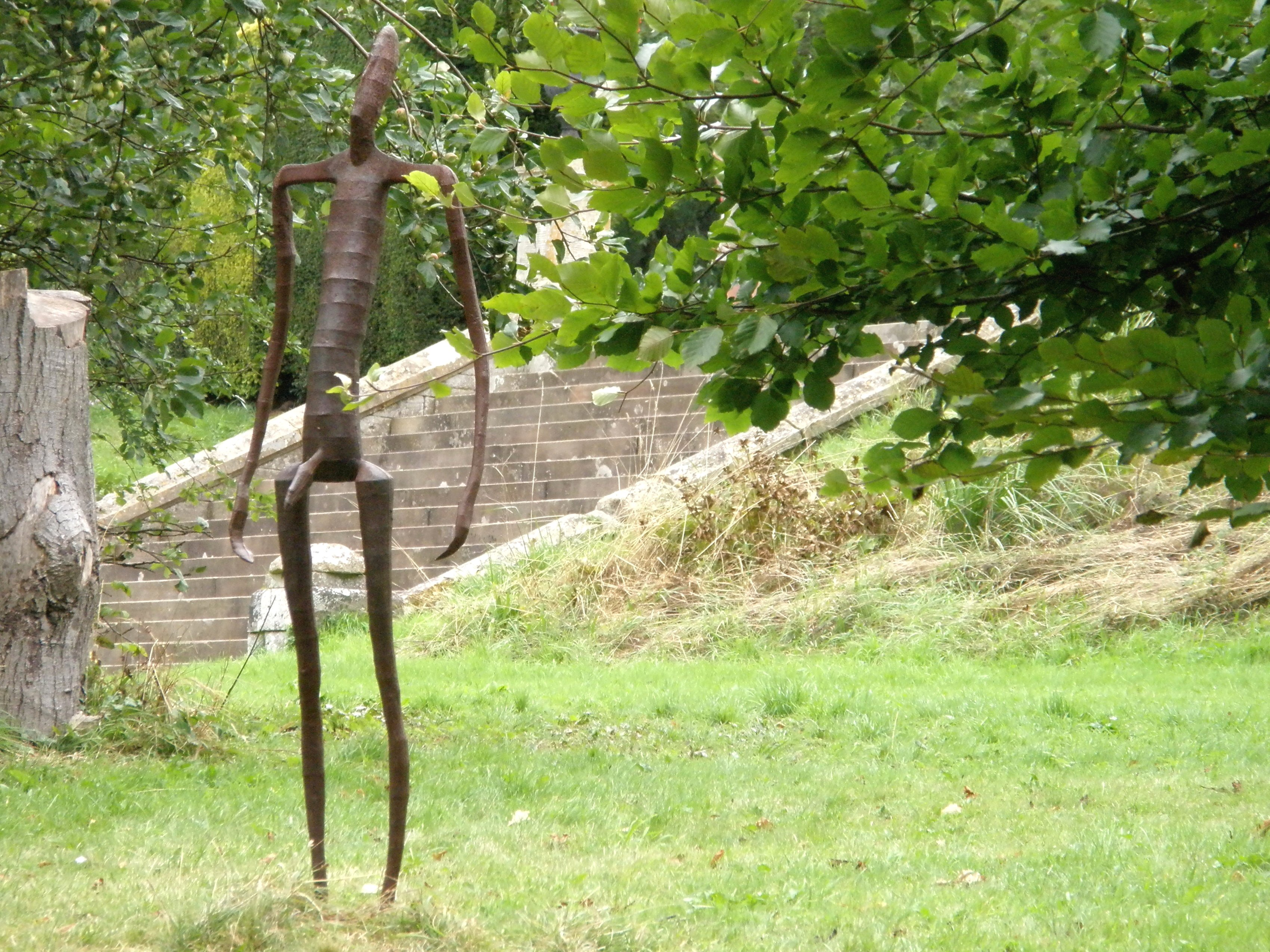
Antony Gormley, Insider VIII, 1998, fer, hauteur 1,86 m, collection de sculptures de Jerwood, Ragley Hall, Warwickshire.

Dans la période surréaliste de Giacometti de 1930 à 1934, l'artiste, ses objets et sculptures sont pour la première fois sous les projecteurs du mouvement surréaliste. Son travail de cette période influence Max Ernst et le jeune Henry Moore, par exemple. À partir de 1948, ce sont les sculptures et les peintures de son style mature qui impressionnent ses contemporains et ses collègues artistes. Les nombreuses expositions Giacometti qui se déroulent encore aujourd'hui dans le monde témoignent de la haute exigence artistique de son travail.
De mai à août 2008, l'exposition En perspective, Giacometti est présentée au Musée des Beaux-Arts de Caen. En tant qu'initiatrice, la Fondation Alberto et Annette Giacometti contribue à une trentaine de prêts de sculptures, objets, dessins et peintures de Giacometti. Ils sont liés à des œuvres d'artistes contemporains : Georg Baselitz, Jean-Pierre Bertrand, Louise Bourgeois, Peter Fischli et David Weiss, Antony Gormley, Donald Judd, Alain Kirili, Jannis Kounellis, Annette Messager, Dennis Oppenheim, Gabriel Orozco, Javier Pérez, Sarkis, Emmanuel Saulnier et Joel Shapiro.

## Liste des principales œuvres

### Sculptures
Les sculptures étaient principalement en plâtre, dont beaucoup ont été coulées en bronze dans les années 1950. L'année de la coulée du bronze n'a pas pu être déterminée dans tous les cas.
- 1925 : Torse, plâtre, 58 × 25 × 24 cm, Kunsthaus de Zurich, Fondation Alberto Giacometti, Zurich.
- 1926 : Femme cuillère, bronze, coulé en 1954, 143,8 × 51,4 × 21,6 cm, Musée Solomon R. Guggenheim, New York.
- 1927 : Le Couple, bronze, coulé en 1955, 59,6 × 38 × 17,5 cm, Museum of Modern Art, New York.
- 1927 : Composition cubiste. Homme, 1927, bronze[133].
- 1927 : Tête qui contemple.
- 1929 : Femme couchée qui rêve.
- 1929 : Homme et Femme.
- 1930-1931 : Boule suspendue, plâtre et métal 60,6 × 35,6 × 36,1 cm, Fondation Alberto et Annette Giacometti, Paris.
- 1931 : Homme, femme, enfant , bois et métal, 441,5 × 37 × 16 cm, Kunstmuseum (Bâle).
- 1931 : Pointe à l’œil, bois et fer peints en noir, 12,7 × 58,5 × 29,5 cm, Musée National d’Art Moderne, Paris.
- 1931 : Objet désagréable à jeter, bronze.
- 1932 : Femme égorgée, bronze, coulé en 1949, 23,2 × 57 × 89 cm, Galerie nationale d'Écosse, Édimbourg.
- 1932 : Main prise , bois, métal, 20 × 59,5 × 27 cm, Fondation Alberto Giacometti, Zurich.
- 1932 : On ne joue plus, marbre, bois, bronze, 4,1 × 58 × 45,2 cm, Fondation Patsy R. et Raymond D. Nasher, Nasher Sculpture Center, Dallas, Texas.
- 1932 : Projet pour un couloir.
- 1932 : Le Palais à quatre heures du matin.
- 1932 : La Femme qui marche.
- 1933 : La Table surréaliste, bronze, 143 × 103 × 43 cm, Musée National d’Art Moderne, Paris.
- 1933 : Cage.
- 1933 : Fleur en danger.
- 1933-1934 : Le Cube (Pavillon nocturne), Bronze, 94 × 54 × 59 cm, Kunsthaus de Zurich, Fondation Alberto Giacometti, Zurich.
- 1934 : L’Objet invisible ou Mains tenant le vide.
- 1936 : Tête d’Isabel, aussi appelée L'Égyptienne, plâtre, 30,3 × 23,5 × 21,9 cm, Fondation Alberto et Annette Giacometti, Paris.
- 1937 : Tête d’Isabel, bronze, collection privée.
- 1937 : Tombe de Gerda Taro, cimetière du Père-Lachaise, Paris, (uniquement modifiée).
- Vers 1940 : Petit homme sur socle, bronze, 8,1 × 7 × 4,8 cm, Fondation Alberto Giacometti, Zurich.
- 1942-1943 : Femme au chariot, peint sur plâtre. Figure 153,5 × 33,5 × 35, chariot 10 × 40 × 35 cm, Lehmbruck-Museum, Duisbourg. Hommage à son amie Isabel Nicholas.
- 1946 : Nuit.
- 1946 : Femme assise.
- 1947 : Femme debout (« Leonie »), hauteur 53 cm, Collection Peggy Guggenheim, Venise.
- 1947 : Le Nez, bronze, coulé en 1965, 82 × 73 × 37 cm, Musée Solomon R. Guggenheim, New York.
- 1947 : L’Homme au doigt, bronze, 176,5 × 90,2 × 62,2 cm, un exemplaire est conservé à la Tate Tate Gallery, Londres.
- 1947 : Tête d’homme sur tige, bronze, hauteur 59,7 cm, socle : 16 × 14,9 × 15,1 cm, Museum of Modern Art, New York.
- 1948 : Femme au chignon.
- 1948-1949 : La Place, bronze, 21 × 62,5 × 42,8 cm, Collection Peggy Guggenheim, Venise.
- 1949 : Grande Figure.
- 1946 : La Place.
- 1950 : L’Homme qui chavire, 60 × 14 × 32 cm, Kunsthaus de Zurich.
- 1950 : Quatre Figurines sur base, bronze, peint, 162 × 42 × 32 cm, Tate Modern, Londres.
- 1950 : Le Chariot, bronze, 167 × 62 × 70 cm, Fondation Alberto Giacometti, Zurich.
- 1950 : La Forêt.
- Vers 1950: Diego, bronze, 26,8 × 21,5 × 10,5 cm, Kunstsammlungen der Ruhr-Universität Bochum.
- Années 1950 : Le Petit Lustre avec figurine, adjugée pour 1,86 M€ aux enchères, en octobre 2007, chez Artcurial Paris. Œuvre réalisée pour le critique et éditeur Tériade, de la revue surréaliste Le Minotaure.
- 1951 : Le Chat.
- 1951 : Le Chien, bronze, 45 × 98 × 15 cm, Fondation Alberto Giacometti, Zurich.
- 1952 : Figurine sur grand socle, bronze, 38,5 × 9 × 20,5 cm, Fondation Alberto Giacometti, Zurich, exemple de l’influence de l’art égyptien sur Giacometti.
- 1953 : Femme debout, bronze à patine brune, signé et numéroté[134].
- 1954 : Grande Tête de Diego, bronze, 65 × 39 × 22 cm, Fondation Alberto Giacometti, Zurich.
- 1956 : Les Femmes de Venise, Groupe de figures de 9 figures I–IX, bronze, 1,05 à 1,56 cm, Fondation Beyeler, Riehen.
- 1958 : La Jambe, exemplaire 2/6, bronze (deux parties), patiné à l’or, 145 × 46,5 × 26,3 cm, Lehmbruck-Museum, Duisbourg.
- 1960 : Homme qui marche I, exemplaire 2/6, bronze, coulé en 1961, 183 × 95,5 × 26 cm. Projet pour la Chase Manhattan Bank Plaza.
- 1960 : Homme qui marche II, bronze, coulé en 1961, hauteur 187 cm , Fondation Beyeler, Riehen.
- 1960 : Buste de femme aux bras croisés. Francine Torrent, Madame Télé (Mrs. T.V.)[135].
- 1960 : Grande Femme IV.
- 1960 : Grandes Figures II et III.
- 1961 : Arbre, sculpture pour le décor d’En attendant Godot de Samuel Beckett.
- 1961 : Buste de Caroline, bronze, hauteur 48 cm, collection privée.
- 1961 : Buste de Isaku Yanaihara, bronze, hauteur 43 cm, collection privée.
- 1962 : Annette IV, bronze, coulé en 1965, 57,8 × 23,6 × 21,8 cm, Tate Gallery, Londres.
- 1964 : Diego assis, bronze, 58,5 × 19,7 × 32,5 cm, Fondation Alberto Giacometti , Zurich.
- 1965 : Buste d’homme (Diego) New York I, exemplaire 4/8, bronze, 55 × 29 × 14 cm, collection privée, Suisse.
- 1965 : Eli Lotar III, bronze, 65 × 25 × 35 cm, Fondation Beyeler, Riehen.

### Peintures et dessins
- 1915 : La Mère de l'artiste, crayon sur papier blanc, 17 × 17 cm, Collection Lefebvre-Foinet, Paris (1971).
- 1921 : Autoportrait, huile sur toile, 82,5 × 70 cm, Fondation Beyeler, Riehen.
- 1926 : Le Couple.
- 1937 : La Mère de l'artiste, huile sur toile, 65 × 50 cm, collection privée.
- 1937 : Pomme sur un buffet, huile sur toile, 71,8 × 74,9 cm, Metropolitan Museum of Art, New York.
- 1946 : Portrait de Jean-Paul Sartre, crayon sur papier blanc, 30 × 22,5 cm, collection privée.
- 1947 : Personnage debout - Tête de face - Personnage debout, crayon à deux degrés de dureté, en partie essuyé, sur carton ivoire, 50 × 64,5 cm, Staatsgalerie, Stuttgart.
- 1949 : Homme assis, tableau représentant Diego, huile sur toile, 80 × 54 cm, Tate Gallery, Londres.
- 1951 : Triptyque, crayon lithographique sur papier chamois, 38,5 × 28 cm, Collection Galerie Claude Bernard, Paris (1971).
- 1952 : La Rue.
- 1953 : Paysage à Stampa.
- 1954 : Diego in a Plaid Shirt.
- 1954 : Rue d'Alésia.
- 1954 : Annette dans le studio.
- 1955 : Figure assise dans l'atelier , huile sur toile, 92 × 71 cm, Musée des Beaux-Arts de Winterthour.
- 1955 : Portrait de Jean Genet, huile sur toile, 73 × 60 cm, Centre national d'art et de culture Georges-Pompidou, Paris.
- 1957 : Portrait de Igor Stravinsky, crayon sur papier blanc, 40,3 × 30,5 cm, Collection Robert D. Graff, Far Hills, New Jersey (1971).
- 1958 : Portrait d'Annette, huile sur toile, 65 × 54 cm, Collection Batliner, Albertina (musée), Vienne.
- 1958 : Portrait de Soshana, crayon sur papier, 50,8 × 33 cm, collection privée.
- 1958 : Yanaihara[136]
- 1961 : Caroline, huile sur toile, 100 × 81 cm, Fondation Beyeler, Riehen.
- 1962 : Grand Nu, huile sur toile, 174,5 × 69,5 cm, Fondation Beyeler, Zurich.
- 1962 : Annette.
- Portrait de Yanaihara (92 × 72,6 cm), Musée d'art contemporain Goulandrís (Athènes)[137]
- Portrait de Michel Leiris.

### Gravures et lithographies
- 1951-1952 : Buste dans l'atelier, lithographie à la craie, 50 × 65,5 cm, édition 30, Kunstmuseum de Bâle
- 1953-1954 : Annette dans l'atelier, lithographie à la craie, 53,4 × 43,6 cm, édition 30, Kunstmuseum de Bâle
- 1954 : Les Deux Tabourets, eau-forte, 26,2 × 20.8 cm, édition de 50, Kunstmuseum de Bâle
- 1957 : Homme qui marche, lithographie, 76,5 × 57 cm, édition 200, Kunstmuseum de Bâle
- 1960 : Buste II, lithographie, 65 × 50 cm, édition 150, Kunstmuseum de Bâle
- 1964 : Portrait de Rimbaud, eau-forte, 29,9 × 24,8 cm, édition 97, Kunstmuseum de Bâle

### Recueil de dessins
- Paris sans fin, recueil de 150 dessins de Paris, dernière œuvre restée inachevée, publié à 200 exemplaires par à titre posthume en 1969[138] ; Nouvelle édition Buchet-Chastel, Paris 2003,  (ISBN 978-2-283-01994-8).

### Écrits et livres
- Écrits, préfaces de Michel Leiris et Jacques Dupin, Paris, éd. Hermann, 1991 ; édition revue et augmentée, 2007,  (ISBN 978-2-7056-6703-0).
- Écrits, nouvelle édition revue et augmentée sous la direction de la Fondation Alberto et Annette Giacometti, Paris, Hermann Éditeurs des sciences et des arts, 2009.
- Le Rêve, le Sphinx et la Mort de T. Labyrinthes, #22–23, décembre, Paris, 1946,  (ISBN 978-3-85881-170-7).
- Alberto Giacometti, Isabel Nicholas, Correspondances, édité et préfacé par Véronique Wiesinger, Fage Éditions, Lyon, 2007,  (ISBN 978-2-84975-121-3).

### Illustrations de livres
- Olivier Larronde, Rien voilà l'ordre, illustré de 31 dessins d'Alberto Giacometti, Paris, Barbezat, 1959 ; réédition Paris, Gallimard, coll. « L'Arbalète », 144 p.  (ISBN 978-2070751518).
- Robert Lebel, La Double-vue suivi de L'Inventeur du temps gratuit, composé avec Marcel Duchamp et Alberto Giacometti, Paris, Le Soleil noir, 1964.
- René Char, Retour amont, illustré de quatre eaux-fortes d'Alberto Giacometti, Paris, Guy Lévis Mano, 1965. Il s'agit de l'ultime œuvre de Giacometti qui, malade, ne put signer les exemplaires, comme mentionné dans le justificatif. L'ouvrage parut en décembre 1965, et Giacometti mourut le 11 janvier 1966[139].
- 1933 : René Crevel : Les Pieds dans le plat (frontispice) ill.
- 1934 : André Breton : L'air de l'eau
- 1947 : Georges Bataille : Histoire de rats
- 1961 : Michel Leiris : Vivantes cendres, innomées
- 1962 : Miguel de Cervantes : La Danse du château (frontispice)

## Principales expositions
- 1930 : Miró – Arp – Giacometti, Galerie Pierre, Paris
- 1932 : Galerie Pierre Colle, Paris
- 1934 : Julien Levy Gallery, New York
- 1936 : International Surrealist Exhibition, New Burlington Galleries, Londres
- 1938 : Exposition Internationale du Surréalisme, Galerie Beaux-Arts, Paris
- 1942 : Art of This Century, New York
- 1948 : Pierre Matisse Gallery, New York
- 1951 : Galerie Maeght, Paris
- 1955 : Alberto Giacometti, Museum Haus Lange, Krefeld ; Kunstverein für die Rheinlande und Westfalen, Düsseldorf ; Württembergischer Kunstverein, Stuttgart
- 1955 : Musée Solomon R. Guggenheim, New York (Rétrospective)
- 1956 : Biennale de Venise, Venise
- 1956 : Kunsthalle de Berne, Berne
- 1959 : Documenta 2, Kassel
- 1964 : Documenta 3, Kassel
- 1965 : Museum of Modern Art, New York , Londres et Copenhague (Rétrospective)
- 1969 : Première rétrospective française au musée de l'Orangerie, Paris
- 1974 : Alberto Giacometti. A Retrospective Exhibition, Solomon R. Guggenheim Museum, New York (Rétrospective)
- 1977 : Giacometti, Moderna Museet, Stockholm
- 1977 : Alberto Giacometti: Plastiken, Gemälde, Zeichnungen, Lehmbruck-Museum, Duisbourg
- 1978 : Alberto Giacometti, Fondation Maeght, Saint-Paul-de-Vence
- 1978 : Alberto Giacometti: Ein Klassiker der Moderne 1901–1966, Bündner Kunstmuseum, Coire
- 1986 : Alberto Giacometti 1901-1966, Musée d'Art de La Haye, Hollande-Méridionale
- 1987-1988 : Neue Nationalgalerie, Berlin (Rétrospective)
- 1991 : Rétrospective au Musée d'Art moderne de Paris
- 2001 : 100 Jahre Alberto Giacometti – Die Retrospektive, Kunsthaus de Zurich, ensuite jusqu'au 8 janvier 2002 au Museum of Modern Art, New York
- 2005 : Henri Cartier-Bresson at Alberto Giacometti – La décision de l’œil, Fondation Henri-Cartier-Bresson, Paris, Kunsthaus de Zurich
- 2007-2008 : L’Atelier d’Alberto Giacometti, Centre national d'art et de culture Georges-Pompidou, Paris, 17 octobre 2007 au 11 février 2008
- 2008 : En perspective, Giacometti, Musée des Beaux Arts de Caen, Caen
- 2008-2009 : Giacometti, der Ägypter, Musée égyptien de Berlin, Kunsthaus Zürich
- 2009 : Giacometti. Fondation Beyeler, Riehen bei Basel
- 2009-2010 : Von Rodin bis Giacometti – Plastik der Moderne, Staatliche Kunsthalle Karlsruhe
- 2010 : Alberto Giacometti: Die Frau auf dem Wagen. Triumph und Tod, Lehmbruck-Museum, Duisburg
- 2010 : Giacometti & Maeght 1946–1966, Fondation Maeght, Saint-Paul-de-Vence, 27 juin au 31 octobre 2010
- 2010-2011 : Alberto Giacometti. Der Ursprung des Raumes, rétrospective d'œuvres de la maturité, Kunstmuseum Wolfsburg, 20 novembre 2010 au 6 mars 2011, Museum der Moderne Salzburg, 26 mars au 3 juillet 2011
- 2011 : Alberto Giacometti – Sehen im Werk, Kunsthaus de Zurich, 11 mars au 22 mai 2011
- 2011-2012 : Alberto Giacometti, une retrospective, Collection de la Fondation Alberto et Annette Giacometti, Musée Picasso (Malaga)
- 2011-2012 : Giacometti et les Étrusques, Pinacothèque de Paris, 16 septembre 2011 au 8 janvier 2012
- 2013 : Alberto Giacometti. Begegnungen, Bucerius Kunst Forum, Hambourg, 26 janvier au 20 mai 2013 ; en parallèle avec Giacometti. Die Spielfelder, Kunsthalle de Hambourg, en parallèle avec Fundación Mapfre, Madrid
- 2013 : Alberto Giacometti, musée de Grenoble, 9 mars au 9 juin 2013
- 2014 : Alberto Giacometti. La scultura, Galerie Borghèse, Rome, 5 février eu 25 mai 2014
- 2014-2015 : Alberto Giacometti: Pionier der Moderne, Musée Leopold, Vienne (Autriche), 17 octobre 2014 au 26 janvier 2015
- 2015 : Alberto Giacometti, musée Pera, Istanbul, 11 février au 26 avril 2015
- 2015 : Giacometti, Fonds Hélène et Édouard Leclerc pour la culture, Landerneau, 14 juin au 31 octobre 2015[140],[141]
- 2015-2016 : Giacometti: Pure Presence, National Portrait Gallery (Royaume-Uni), Londres, 15 octobre 2015 au 10 janvier 2016
- 2015-2016 : Alberto Giacometti. Meisterwerke aus der Fondation Maeght. Musée d'Art Pablo-Picasso de Münster, 24 octobre 2015 au 25 janvier 2016
- 2016 : Alberto Giacometti. A casa, Museo Ciäsa Granda, Stampa, 5 juin au 16 octobre 2016
- 2016-2017 : Giacometti–Nauman, Schirn, Francfort-sur-le-Main, 28 octobre 2016 au 22 janvier 2017
- 2016-2017 : Alberto Giacometti − Material und Vision, Kunsthaus de Zurich, 28 octobre 2016 au 15 janvier 2017
- 2017 : Giacometti, Tate Modern, Londres, 10 mai au 10 septembre 2017
- 2017 : Derain, Giacometti et Balthus : une amitié artistique, Musée d'Art moderne de Paris, 2 juin au 29 octobre 2017[142]
- 2018 : Alberto Giacometti & Francis Bacon, Fondation Beyeler, Riehen bei Basel, 29 avril au 2 septembre 2018
- 2018-2019 : Giacometti, entre tradition et avant-garde, Musée Maillol de Paris, 14 septembre 2018 au 3 février 2019
- 2018-2019 : Alberto Giacometti. A Retrospective, Musée Guggenheim (Bilbao), 19 octobre 2018 au 24 février 2019
- 2019 : Alberto Giacometti, une aventure moderne, Lille Métropole Musée d'Art moderne, d'Art contemporain et d'Art brut (LaM), 13 mars au 11 juin 2019[143]
- 2019 : Alberto Giacometti in the Museo del Prado, Musée du Prado, Madrid, 2 avril au 7 juillet 20192019[144],[145]
- 2020-2021 : Giacometti - Face to Face, Moderna Museet, Stockholm, 10 octobre 2020 au 17 janvier 2021
- 2021 : Alberto Giacometti. A Retrospective. Marvellous Reality, Grimaldi Forum Monaco, 3 juillet eu 29 août 2021
- 2020-2021 : Rol-Tanguy par Giacometti, Musée de la Libération de Paris - musée du Général Leclerc - musée Jean-Moulin, 1er octobre 2021 au 30 janvier 2022[146]

## Honneurs
Le sculpteur allemand Lothar Fischer a personnellement rencontré Giacometti en 1962 à la Biennale de Venise. Il apprécie sa conception de la figure et de l'espace ainsi que la forme et le socle, et dédie deux œuvres sculpturales à son modèle en 1987-1988 intitulées Hommage à Giacometti .
En 1996, la première de l'opéra de chambre Giacometti de la compositrice roumaine Carmen Maria Cârneci a lieu au Nouveau Théâtre de Musique de Bonn sous sa direction.
D'octobre 1998 à septembre 2019, la série de billets suisses présente un dessin en l'honneur d'Alberto Giacometti sur le billet de 100 francs ; un portrait de l'artiste par Ernst Scheidegger apparaît au recto, et sa plastique Homme qui marche I est présentée sous quatre perspectives différentes au verso, ainsi que deux autres œuvres.
Pour le 50e anniversaire de la mort de l'artiste en 2016, le Centro Giacometti participe à l'organisation du programme commémoratif de Bergell, coordonné par la municipalité de Bregaglia. Il présente également le projet Centro Giacometti 2020.
En 2018, l'Institut Giacometti ouvre 5 rue Victor-Schœlcher dans le (14e arrondissement de Paris).
Il existe un square Alberto-Giacometti dans le 14e arrondissement de Paris.
L'astéroïde (11905) Giacometti, découvert en 1991, porte le nom de l'artiste depuis 2001.

### Films sur Giacometti et son œuvre
Le film en noir et blanc de 52 minutes de Jean-Marie Drot Un homme parmi les hommes de 1963 montre Giacometti lors d'une interview cinématographique. Jean-Marie Drot est le premier à être autorisé à filmer l'artiste. Le film le décrit comme bohème et perfectionniste et présente plus de 180 de ses œuvres. Sous le titre Qu'est-ce qu'une tête ?, en 2000, Michel Van Zèle réalise un film-essai documentaire de 64 minutes sur la question qui occupera Giacometti tout au long de sa vie. Van Zele reconstitue la recherche constante de Giacometti sur la nature de la tête humaine et laisse la parole aux témoins du passé et du présent, dont le biographe de Balthus et Giacometti, Jacques Dupin. Les deux films sont combinés sur un seul DVD depuis 2006.
En 1965, le photographe Ernst Scheidegger, qui photographie les œuvres de l'artiste depuis 1943, tourne le film Alberto Giacometti à Stampa et à Paris. Il montre l'artiste au travail sur un tableau de Jacques Dupin et en conversation avec le poète tout en modelant un buste. Le film a ensuite été complété par des interviews,.
Giacometti a participé au Portrait de Jean Genet en 1955 dans la série télévisée 1000 Meisterwerke produite par WDR, qui a rendu compte de peintures magistrales dans des programmes de 10 minutes à la télévision allemande, à l'ORF et à la télévision bavaroise de 1981 à 1994.
En 2001, Heinz Bütler réalise un documentaire intitulé Alberto Giacometti - Die Augen am Horizont, basé sur le livre Écrits de Giacometti. Dans des entretiens avec des compagnons et des témoins contemporains tels que Balthus, Ernst Beyeler et Werner Spies, l'artiste est brièvement décrit en un peu moins d'une heure. Dans 25 autres minutes, le biographe Giacometti James Lord parle de la vie de l'artiste. Il est présenté sous forme de film en 2007 et est disponible sur DVD.
Alberto Giacometti, The Final Portrait est un film biographique de Stanley Tucci sur l'artiste sorti le 11 février 2017, qui a fêté sa première mondiale à la Berlinale 2017 et est arrivé dans les cinémas allemands en août 2017.

### Récompenses
- 1961 : Prix de sculpture à l'International Exhibition of Contemporary Painting and Sculpture, Carnegie Institute, Pittsburgh
- 1962 : Grand Prix de Sculpture à la Biennale de Venise
- 1962 : Prix international Guggenheim de peinture
- 1963 : Membre honoraire de l'Académie américaine des arts et des lettres[154]
- 1965 : Doctorat honoris causa de l'Université de Berne

#### Témoignages de la famille et des compagnons de route
- (de) Felix Baumann (dir.), Roland Frischknecht: Bruno Giacometti erinnert sich. Mit einem Werkverzeichnis der Bauten von Roland Frischknecht. Scheidegger & Spiess, Zürich 2009,  (ISBN 978-3-85881-248-3)
- Jean Genet: L’Atelier d’Alberto Giacometti, 1957; dt. Alberto Giacometti, Scheidegger & Spiess, Zürich 2004 (Neuausgabe),  (ISBN 3-85881-051-7).
- Marco Giacometti / Claudia Demel: Alberto Giacometti. Ich verstehe weder das Leben noch den Tod. Fotodokumentation zum 50. Todesjahr Alberto Giacometti, Salm Verlag, 2016,  (ISBN 978-3-7262-1432-6)
- James Lord: A Giacometti Portrait, 1965, dt. Alberto Giacometti. Ein Portrait, List, München 2001,  (ISBN 3-548-60097-2)
- Jean-Paul Sartre: Die Suche nach dem Absoluten: Texte zur bildenden Kunst. Aus dem Französischen von Vincent von Wroblewsky. Rowohlt, Reinbek 1999,  (ISBN 978-3-499-22636-6)
- Ernst Scheidegger, Ursula von Wiese: Alberto Giacometti. Schriften, Fotos, Zeichnungen. Arche, Zürich 1958
- Ernst Scheidegger: Alberto Giacometti. Spuren einer Freundschaft. Scheidegger & Spiess, Zürich 1990; 2. überarbeitete Auflage 2000,  (ISBN 978-3-85881-109-7)
- Donat Rütimann: Alberto Giacometti in Schiers: 1915 bis 1919. In: Bündner Jahrbuch: Zeitschrift für Kunst, Kultur und Geschichte Graubündens, Bd. 43, 2001, S. 71–89 (Digitalisat).

#### Biographies
- Yves Bonnefoy: Alberto Giacometti. Biographie d’une œuvre. Flammarion, Paris 1991; dt. Alberto Giacometti. Eine Biographie seines Werkes. Benteli, Bern 1992,  (ISBN 3-7165-0848-9).
- Jacques Dupin: Alberto Giacometti. Maeght, Paris 1962.
- Reinhold Hohl: Alberto Giacometti. Gerd Hatje, Stuttgart 1971, 2. Auflage 1987,  (ISBN 3-7757-0013-7).
- James Lord: Alberto Giacometti, (1983). dt., Neuausgabe Scheidegger und Spiess, Zürich 2004,  (ISBN 3-85881-157-2), als Taschenbuchausgabe Fischer, Frankfurt am Main 2009  (ISBN 978-3-596-18368-5).
- Claude Delay: Alberto und Diego Giacometti. Die verborgene Geschichte. Römerhof Verlag, Zürich 2012  (ISBN 978-3-905894-18-9).

#### Enquêtes, catalogues d’expositions et inventaires d’ouvrages
- Agnès de la Beaumelle: Alberto Giacometti. Le dessin à l’œuvre. Centre Georges-Pompidou, Musée national d'Art moderne, Paris 2001.
- Peter Beye, Dieter Honisch: Alberto Giacometti, Prestel-Verlag 1987 und Staatliche Museen Preußischer Kulturbesitz  (ISBN 3-7913-0846-7). Katalog zur Ausstellung in der Nationalgalerie Berlin und Staatsgalerie Stuttgart, 1988.
- Tobia Bezzola (Hrsg.): Henri Cartier-Bresson und Alberto Giacometti: Die Entscheidung des Auges. Scalo, Zürich 2005  (ISBN 978-3-03939-008-3). Katalog zur Ausstellung im Kunsthaus Zürich, 2005.
- Markus Brüderlin, Toni Stooss (Hrsg.) Alberto Giacometti: Der Ursprung des Raums. Hatje Cantz, Ostfildern-Ruit 2010,  (ISBN 978-3-7757-2714-3). Katalog zur Ausstellung im Kunstmuseum Wolfsburg 2010-2011; Museum der Moderne Salzburg, 2011
- Casimiro di Crescenzo: Im Hotel Régina. Alberto Giacometti vor Henri Matisse. Piet Meyer Verlag, Bern 2015,  (ISBN 978-3-905799-32-3).
- Alberto Giacometti. Zeichnungen, Katalog zur Gedächtnisausstellung in der Kestner-Gesellschaft, Hannover 1966, mit einleitenden Notizen von Wieland Schmied.
- Reinhold Hohl, Dieter Koepplin: Alberto Giacometti. Zeichnungen und Druckgraphik. 2. Auflage, Hatje Cantz, Stuttgart 1987,  (ISBN 3-7757-0161-3).
- Christian Klemm: Die Sammlung der Alberto Giacometti Stiftung. Zürcher Kunstgesellschaft, Zürich 1990.
- Christian Klemm, Carolyn Lachner: Alberto Giacometti. Katalog zur Ausstellung im Kunsthaus Zürich, 2001 und The Museum of Modern Art, New York, 2001-2002, Nicolai, Berlin 2001,  (ISBN 978-3-87584-053-7).
- Ulf Küster: Alberto Giacometti: Raum, Figur, Zeit. Hatje Cantz, Ostfildern 2009,  (ISBN 978-3-7757-2372-5).
- James Lord: Alberto Giacometti Drawings. A Paul Bianchini Book, New York/ Graphic Society Ltd./ Greenwich, Connecticut, 1971.
- Herbert C. Lust: Giacometti. The Complete Graphics. And 15 Drawings. Tudor Publishing Company, New York 1970.
- Alberto Giacometti. Zeichnungen, druckgrafische Unikate und Ergänzungen zum Werkverzeichnis der Druckgrafik von Lust. München, Galerie Klewan, 1997. Mit Texten von Andreas Franzke, Bruno Giacometti, Christiane Lange, James Lord. München, 1997.
- Axel Matthes (Hrsg.), Louis Aragon (Mitverf.): Wege zu Giacometti. Matthes und Seitz, München 1987,  (ISBN 3-88221-234-9).
- Matti Megged: Dialogue in the Void. Beckett and Giacometti. Lumen Books, New York 1985,  (ISBN 978-0-930829-01-8).
- Suzanne Pagé: Alberto Giacometti. Sculptures. peintures. dessins. Musée d’art moderne de la Ville de Paris, Paris 1991-1992.
- Angela Schneider (Hrsg.): Alberto Giacometti: Skulpturen – Gemälde – Zeichnungen. Mit Beiträgen von Lucius Grisebach, Reinhold Hohl, Dieter Honisch, Karin von Maur und Angela Schneider. Prestel Verlag, München 2008,  (ISBN 978-3-7913-3870-5).
- Emil Schwarz: Körper ist Körper ist Körper im unendlichen Raum, Hommage à Alberto Giacometti, Eine dichterische Annäherung mit dem Essay Im Raum wächst die Zeit. NAP Verlag, Zürich 2009,  (ISBN 978-3-9521434-9-0).
- Jean Soldini: Alberto Giacometti. L’espace et la force. Éditions Kimé, Paris 2016,  (ISBN 978-2-84174-747-4).
- Alberto Giacometti – Ein erzählerischer Ort. In: Markus Stegmann: Architektonische Skulptur im 20. Jahrhundert. Historische Aspekte und Werkstrukturen, Tübingen 1995, Seite 100–116.
- Toni Stooss, Patrick Elliott, Christoph Doswald: Alberto Giacometti 1901–1966. Kunsthalle Wien, Wien 1996
- Véronique singer/Ulf Küster: Giacometti, Katalog, herausgegeben von der Fondation Beyeler: Hatje Cantz, Ostfildern 2009,  (ISBN 978-3-7757-2348-0).